# Olaszország a 2000. évi nyári olimpiai játékokon
Olaszország az ausztráliai Sydneyben megrendezett 2000. évi nyári olimpiai játékok egyik részt vevő nemzete volt. Az országot az olimpián 29 sportágban 361 sportoló képviselte, akik összesen 34 érmet szereztek.

## Érmesek
| Érem  | Versenyző | Sportág       | Versenyszám                    |
| ----- | --- | ------------- | ------------------------------ |
| Arany | Giuseppe Maddaloni | Cselgáncs     | Férfi könnyűsúly               |
| Arany | Agostino Abbagnale Alessio Sartori Rossano Galtarossa Simone Raineri | Evezés        | Férfi négypárevezős            |
| Arany | Beniamino Bonomi Antonio Rossi | Kajak-kenu    | Férfi kajak kettes 1000 m      |
| Arany | Josefa Idem-Guerrini | Kajak-kenu    | Női kajak egyes 500 m          |
| Arany | Antonella Bellutti | Kerékpározás  | Női pontverseny                |
| Arany | Paola Pezzo | Kerékpározás  | Női terep-kerékpározás         |
| Arany | Domenico Fioravanti | Úszás         | Férfi 100 m mell               |
| Arany | Domenico Fioravanti | Úszás         | Férfi 200 m mell               |
| Arany | Massimiliano Rosolino | Úszás         | Férfi 200 m vegyes             |
| Arany | Alessandra Sensini | Vitorlázás    | Női szörfvitorlázás            |
| Arany | Angelo Mazzoni Paolo Milanoli Alfredo Rota Maurizio Randazzo | Vívás         | Férfi párbajtőr, csapat        |
| Arany | Valentina Vezzali | Vívás         | Női tőr, egyéni                |
| Arany | Diana Bianchedi Giovanna Trillini Valentina Vezzali | Vívás         | Női tőr, csapat                |
| Ezüst | Nicola Vizzoni | Atlétika      | Férfi kalapácsvetés            |
| Ezüst | Fiona May | Atlétika      | Női távolugrás                 |
| Ezüst | Valter Molea Riccardo Dei Rossi Lorenzo Carboncini Carlo Mornati | Evezés        | Férfi kormányos nélküli négyes |
| Ezüst | Elia Luini Leonardo Pettinari | Evezés        | Férfi könnyűsúlyú kétpárevezős |
| Ezüst | Matteo Bisiani Michele Frangilli Ilario Di Buò | Íjászat       | Férfi csapat                   |
| Ezüst | Deborah Gelisio | Sportlövészet | Női dupla trap                 |
| Ezüst | Luca Devoti | Vitorlázás    | Férfi laser                    |
| Ezüst | Massimiliano Rosolino | Úszás         | Férfi 400 m gyors              |
| Bronz | Massimiliano Rosolino | Úszás         | Férfi 200 m gyors              |
| Bronz | Girolamo Giovinazzo | Cselgáncs     | Férfi harmatsúly               |
| Bronz | Ylenia Scapin | Cselgáncs     | Női középsúly                  |
| Bronz | Emanuela Pierantozzi | Cselgáncs     | Női félnehézsúly               |
| Bronz | Giovanni Calabrese Nicola Sartori | Evezés        | Férfi kétpárevezős             |
| Bronz | Pierpaolo Ferrazzi | Kajak-kenu    | Férfi szlalom kajak egyes      |
| Bronz | Marco Villa Silvio Martinello | Kerékpározás  | Férfi madison                  |
| Bronz | Paolo Vidoz | Ökölvívás     | Szupernehézsúly                |
| Bronz | Nemzeti válogatott Alessandro Fei Andrea Gardini Andrea Giani Andrea Sartoretti Luigi Mastrangelo Marco Bracci Marco Meoni Mirko Corsano Paolo Tofoli Pasquale Gravina Samuele Papi Simone Rosalba | Röplabda      | Férfi                          |
| Bronz | Giovanni Pellielo | Sportlövészet | Férfi trap                     |
| Bronz | Davide Rummolo | Úszás         | Férfi 200 m mell               |
| Bronz | Salvatore Sanzo Matteo Zennaro Daniele Crosta Gabriele Magni | Vívás         | Férfi tőr, csapat              |
| Bronz | Giovanna Trillini | Vívás         | Női tőr, egyéni                |

## Atlétika
Férfi
| Versenyző                                                                | Versenyszám     | Előfutam | Előfutam | Előfutam | Negyeddöntő | Negyeddöntő | Negyeddöntő | Elődöntő | Elődöntő | Elődöntő | Döntő         | Döntő         |               |
| Versenyző                                                                | Versenyszám     | Idő      | Hely.    | Össz.    | Idő         | Hely.       | Össz.       | Idő      | Hely.    | Össz.    | Idő           | Helyezés      |               |
| ------------------------------------------------------------------------ | --------------- | -------- | -------- | -------- | ----------- | ----------- | ----------- | -------- | -------- | -------- | ------------- | ------------- | ------------- |
| Stefano Tilli                                                            | 100 m           | 10,40    | 4.       | 32.      | 10,27       | 6.          | 16.***      | kiesett  | kiesett  | kiesett  | kiesett       | kiesett       |               |
| Andrea Colombo                                                           | 100 m           | 10,52    | 4.       | 51.*     | kiesett     | kiesett     | kiesett     | kiesett  | kiesett  | kiesett  | kiesett       | kiesett       |               |
| Francesco Scuderi                                                        | 100 m           | 10,50    | 6.       | 49.*     | kiesett     | kiesett     | kiesett     | kiesett  | kiesett  | kiesett  | kiesett       | kiesett       |               |
| Alessandro Cavallaro                                                     | 200 m           | 20,58    | 3.       | 8.       | 20,69       | 6.          | 22.         | kiesett  | kiesett  | kiesett  | kiesett       | kiesett       |               |
| Alessandro Attene                                                        | 400 m           | 45,79    | 3.       | 22.*     | 45,35       | 3.          | 7.*         | 46,41    | 6.       | 14.      | kiesett       | kiesett       |               |
| Andrea Longo                                                             | 800 m           | 1:46,32  | 1.       | 7.       |             |             |             | 1:44,49  | 2.       | 6.       | kizárták      | kizárták      | kizárták      |
| Rachid Berradi                                                           | 10 000 m        | 28:01,18 | 12.      | 17.      |             |             |             |          |          |          | 28:45,96      | 17.           |               |
| Daniele Caimmi                                                           | 10 000 m        | 29:01,26 | 15.      | 32.      |             |             |             |          |          |          | kiesett       | kiesett       |               |
| Giacomo Leone                                                            | Maraton         |          |          |          |             |             |             |          |          |          | 2:12:14       | 5.            |               |
| Stefano Baldini                                                          | Maraton         |          |          |          |             |             |             |          |          |          | nem ért célba | nem ért célba |               |
| Vincenzo Modica                                                          | Maraton         |          |          |          |             |             |             |          |          |          | nem ért célba | nem ért célba |               |
| Emiliano Pizzoli                                                         | 110 m gát       | 13,65    | 4.       | 16.*     | 13,69       | 5.          | 16.         | kiesett  | kiesett  | kiesett  | kiesett       | kiesett       |               |
| Andrea Giaconi                                                           | 110 m gát       | 13,62    | 3.       | 15.      | 13,93       | 7.          | 24.         | kiesett  | kiesett  | kiesett  | kiesett       | kiesett       |               |
| Fabrizio Mori                                                            | 400 m gát       | 49,35    | 1.       | 6.       |             |             |             | 48,40    | 2.       | 3.*      | 48,78         | 7.            |               |
| Giorgio Frinolli Puzzilli                                                | 400 m gát       | 50,27    | 2.       | 26.      |             |             |             | 50,10    | 8.       | 21.      | kiesett       | kiesett       |               |
| Giuseppe Maffei                                                          | 3000 m akadály  | 8:48,88  | 12.      | 33.      |             |             |             |          |          |          | kiesett       | kiesett       |               |
| Francesco Scuderi Alessandro Cavallaro Maurizio Checcucci Andrea Colombo | 4 × 100 m váltó | 38,84    | 2.       | 7.       |             |             |             | 38,67    | 4.       | 8.       | 38,67         | 7.            |               |
| Alessandro Gandellini                                                    | 20 km gyaloglás |          |          |          |             |             |             |          |          |          | 1:21:14       | 9.            |               |
| Michele Didoni                                                           | 20 km gyaloglás |          |          |          |             |             |             |          |          |          | 1:21:43       | 11.           |               |
| Giovanni De Benedictis                                                   | 20 km gyaloglás |          |          |          |             |             |             |          |          |          | 1:23:14       | 16.           |               |
| Ivano Brugnetti                                                          | 50 km gyaloglás |          |          |          |             |             |             |          |          |          | nem ért célba | nem ért célba | nem ért célba |
| Giovanni Perricelli                                                      | 50 km gyaloglás |          |          |          |             |             |             |          |          |          | nem ért célba | nem ért célba | nem ért célba |
| Arturo Di Mezza                                                          | 50 km gyaloglás |          |          |          |             |             |             |          |          |          | nem ért célba | nem ért célba | nem ért célba |

| Versenyző          | Versenyszám   | Selejtező | Selejtező | Döntő    | Döntő    |
| Versenyző          | Versenyszám   | Eredmény  | Helyezés  | Eredmény | Helyezés |
| ------------------ | ------------- | --------- | --------- | -------- | -------- |
| Giuseppe Gibilisco | Rúdugrás      | 570 cm    | 6.        | 550 cm   | 10.**    |
| Paolo Camossi      | Hármasugrás   | 16,87 m   | 11.       | 16,96 m  | 8.       |
| Fabrizio Donato    | Hármasugrás   | 16,34 m   | 25.       | kiesett  | kiesett  |
| Paolo Dal Soglio   | Súlylökés     | 19,39 m   | 19.       | kiesett  | kiesett  |
| Diego Fortuna      | Diszkoszvetés | 62,24 m   | 14.       | kiesett  | kiesett  |
| Nicola Vizzoni     | Kalapácsvetés | 77,56 m   | 5.        | 79,64    |          |
| Loris Paoluzzi     | Kalapácsvetés | 76,91 m   | 9.        | 78,18 m  | 6.       |

Női
| Roberta Brunet                                                    | 5000 m          | 15:27,32 | 6.  | 20. |  |  |  | kiesett       | kiesett       |               |         |         |
| Silvia Sommaggio                                                  | 10 000 m        | 33:24,13 | 13. | 26. |  |  |  | kiesett       | kiesett       |               |         |         |
| Maura Viceconte                                                   | Maraton         |          |     |     |  |  |  | 2:29:26       | 12.           |               |         |         |
| Ornella Ferrara                                                   | Maraton         |          |     |     |  |  |  | 2:31:32       | 18.           |               |         |         |
| Monika Niederstätter                                              | 400 m gát       | 58,02    | 5.  | 25. |  |  |  | kiesett       | kiesett       | kiesett       | kiesett | kiesett |
| Daniela Graglia Francesca Carbone Fabiola Piroddi Virna De Angeli | 4 × 400 m váltó | 3:27,23  | 4.  | 11. |  |  |  | kiesett       | kiesett       |               |         |         |
| Erica Alfridi                                                     | 20 km gyaloglás |          |     |     |  |  |  | 1:31:25       | 4.            |               |         |         |
| Annarita Sidoti                                                   | 20 km gyaloglás |          |     |     |  |  |  | nem ért célba | nem ért célba | nem ért célba |         |         |
| Elisabetta Perrone                                                | 20 km gyaloglás |          |     |     |  |  |  | kizárták      | kizárták      | kizárták      |         |         |

| Versenyző         | Versenyszám   | Selejtező             | Selejtező             | Döntő    | Döntő    |
| Versenyző         | Versenyszám   | Eredmény              | Helyezés              | Eredmény | Helyezés |
| ----------------- | ------------- | --------------------- | --------------------- | -------- | -------- |
| Fiona May         | Távolugrás    | 681 cm                | 2.                    | 692 cm   |          |
| Mara Rosolen      | Súlylökés     | 16,66 m               | 19.                   | kiesett  | kiesett  |
| Ester Balassini   | Kalapácsvetés | érvényes dobás nélkül | érvényes dobás nélkül | kiesett  | kiesett  |
| Claudia Coslovich | Gerelyhajítás | 60,12 m               | 10.                   | 56,74 m  | 12.      |

| Versenyző      | Versenyszám | 100 m gát | 100 m gát | Magasugrás | Magasugrás | Súlylökés | Súlylökés | 200 m | 200 m | Távolugrás | Távolugrás | Gerelyhajítás | Gerelyhajítás | 800 m   | 800 m | Végeredmény | Végeredmény |
| Versenyző      | Versenyszám | Idő       | Pont      | Eredmény   | Pont       | Eredmény  | Pont      | Idő   | Pont  | Eredmény   | Pont       | Eredmény      | Pont          | Idő     | Pont  | Pont        | Helyezés    |
| -------------- | ----------- | --------- | --------- | ---------- | ---------- | --------- | --------- | ----- | ----- | ---------- | ---------- | ------------- | ------------- | ------- | ----- | ----------- | ----------- |
| Gertrud Bacher | Hétpróba    | 13,82     | 1004      | 175 cm     | 916        | 12,75 m   | 711       | 24,96 | 890   | 584 cm     | 801        | 41,14 m       | 689           | 2:09,08 | 978   | 5989        | 14.         |

* - egy másik versenyzővel azonos eredményt ért el

** - két másik versenyzővel azonos eredményt ért el

*** - három másik versenyzővel azonos eredményt ért el

## Baseball
| Olasz férfi baseballcsapat-játékoskeret | Olasz férfi baseballcsapat-játékoskeret | Olasz férfi baseballcsapat-játékoskeret |
| --- | --- | --- |
| - Matteo Baldacci - Fabio Betto - Roberto Cabalisti - Luigi Carrozza - Francesco Casolari - Marc Cerbone - Alberto D'Auria - Davide Dallospedale | - Roberto De Franceschi - Daniele Di Pace - Andrea Evangelisti - Daniele Frignani - Emiliano Ginanneschi - Seth La Fera - Stefano Landuzzi - Christopher Madonna | - Claudio Liverziani - Christian Mura - Daniel Newman - Battista Perri - Diego Ricci - David Sheldon - Jason Simontacchi - Michele Toriaco |

### Eredmények
Csoportkör
| Csapat                  | M | Gy | V | P+ | P– | Pk  |
| ----------------------- | - | -- | - | -- | -- | --- |
| Kuba                    | 7 | 6  | 1 | 50 | 17 | +33 |
| Egyesült Államok        | 7 | 6  | 1 | 42 | 14 | +28 |
| Dél-Korea               | 7 | 4  | 3 | 40 | 26 | +14 |
| Japán                   | 7 | 4  | 3 | 41 | 23 | +18 |
| Hollandia               | 7 | 3  | 4 | 19 | 29 | –10 |
| Olaszország             | 7 | 2  | 5 | 33 | 43 | –10 |
| Ausztrália              | 7 | 2  | 5 | 30 | 41 | –11 |
| Dél-afrikai Köztársaság | 7 | 1  | 6 | 11 | 73 | –62 |

| 2000. szeptember 17. 18:30 |  | Dél-Korea (KOR) | 10–2 | Olaszország |  |  |
| 2000. szeptember 17. 18:30 |  |                 |      |             |  |  |

| 2000. szeptember 18. 11:30 |  | Olaszország (ITA) | 5–13 | Kuba |  |  |
| 2000. szeptember 18. 11:30 |  |                   |      |      |  |  |

| 2000. szeptember 19. 11:30 |  | Olaszország (ITA) | 13–0 | Dél-afrikai Köztársaság |  |  |
| 2000. szeptember 19. 11:30 |  |                   |      |                         |  |  |

| 2000. szeptember 20. 11:30 |  | Japán (JPN) | 6–1 | Olaszország |  |  |
| 2000. szeptember 20. 11:30 |  |             |     |             |  |  |

| 2000. szeptember 22. 19:30 |  | Olaszország (ITA) | 2–4 | Egyesült Államok |  |  |
| 2000. szeptember 22. 19:30 |  |                   |     |                  |  |  |

| 2000. szeptember 23. 18:30 |  | Olaszország (ITA) | 8–7 | Ausztrália |  |  |
| 2000. szeptember 23. 18:30 |  |                   |     |            |  |  |

| 2000. szeptember 24. 11:30 |  | Hollandia (NED) | 3–2 | Olaszország |  |  |
| 2000. szeptember 24. 11:30 |  |                 |     |             |  |  |

| Csapat            | Helyezés |
| ----------------- | -------- |
| Olaszország (ITA) | 6.       |

## Birkózás
Kötöttfogású
| Versenyző       | Versenyszám | Csoportkör                                                                                       | Csoportkör | Negyeddöntő       | Elődöntő          | Bronz- mérkőzés   | Döntő             | Helyezés |
| Versenyző       | Versenyszám | Ellenfél Eredmény                                                                                | Hely.      | Ellenfél Eredmény | Ellenfél Eredmény | Ellenfél Eredmény | Ellenfél Eredmény | Helyezés |
| --------------- | ----------- | ------------------------------------------------------------------------------------------------ | ---------- | ----------------- | ----------------- | ----------------- | ----------------- | -------- |
| Riccardo Magni  | 63 kg       | 2. csoport · Kevin Bracken (USA) · 2-2 · Cshö Szangszon (KOR) · 1-5                              | 3.         | kiesett           | kiesett           | kiesett           | kiesett           | 14.      |
| Giuseppe Giunta | 130 kg      | 5. csoport · Rulon Gardner (USA) · 1-2 · Hajkaz Galsztjan (ARM) · 1-0 · Omrane Ayari (TUN) · 4-0 | 2.         | kiesett           | kiesett           | kiesett           | kiesett           | 7.       |

## Cselgáncs
Férfi
| Versenyző           | Versenyszám  | Selejtező         | 32-es főtábla                         | Nyolcaddöntő                         | Negyeddöntő                             | Elődöntő                             | Vigaszág első kör              | Vigaszág negyeddöntő | Vigaszág elődöntő | Bronz- mérkőzés                    | Döntő                          | Helyezés    |
| Versenyző           | Versenyszám  | Ellenfél Eredmény | Ellenfél Eredmény                     | Ellenfél Eredmény                    | Ellenfél Eredmény                       | Ellenfél Eredmény                    | Ellenfél Eredmény              | Ellenfél Eredmény    | Ellenfél Eredmény | Ellenfél Eredmény                  | Ellenfél Eredmény              | Helyezés    |
| ------------------- | ------------ | ----------------- | ------------------------------------- | ------------------------------------ | --------------------------------------- | ------------------------------------ | ------------------------------ | -------------------- | ----------------- | ---------------------------------- | ------------------------------ | ----------- |
| Girolamo Giovinazzo | Harmatsúly   | erőnyerő          | Melvin Méndez (PUR) · 1000-0000       | Henrique Guimarães (BRA) · 1000-0000 | Georgios Vazagkasvili (GEO) · 1010-0000 | Larbi Ben Boudaoud (FRA) · 0000-1000 |                                |                      |                   | Áras Míreszmáili (IRI) · 0010-0010 |                                |             |
| Giuseppe Maddaloni  | Könnyűsúly   | erőnyerő          | Travolta Waterhouse (SAM) · 0201-0000 | Hassen Moussa (TUN) · 1000-0000      | Vsevolods Zeļonijs (LAT) · 0011-0001    | Anatol Larukov (BLR) · 1000-0010     |                                |                      |                   |                                    | Tiago Camilo (BRA) · 1002-0000 |             |
| Francesco Lepre     | Váltósúly    | erőnyerő          | Nuno Delgado (POR) · 0001-0001        |                                      |                                         |                                      | Daniel Kelly (AUS) · 0010-0010 | kiesett              | kiesett           | kiesett                            |                                | 13.         |
| Michele Monti       | Középsúly    |                   | Eduardo Costa (ARG) · 0100-1010       | kiesett                              | kiesett                                 | kiesett                              |                                |                      |                   |                                    |                                | helyezetlen |
| Luigi Guido         | Félnehézsúly | erőnyerő          | Armen Bagdasarov (UZB) · 0100-0022    | Sadok Khalki (TUN) · 1010-0000       | Mário Sabino Júnior (BRA) · 1001-0001   | Inoue Kószei (JPN) · 0000-0210       |                                |                      |                   | Jurij Sztyopkin (RUS) · 0000-1000  |                                | 5.          |

Női
| Versenyző            | Versenyszám  | Selejtező                            | Nyolcaddöntő                       | Negyeddöntő                    | Elődöntő                     | Vigaszág első kör | Vigaszág negyeddöntő             | Vigaszág elődöntő                   | Bronz- mérkőzés                   | Döntő             | Helyezés |
| Versenyző            | Versenyszám  | Ellenfél Eredmény                    | Ellenfél Eredmény                  | Ellenfél Eredmény              | Ellenfél Eredmény            | Ellenfél Eredmény | Ellenfél Eredmény                | Ellenfél Eredmény                   | Ellenfél Eredmény                 | Ellenfél Eredmény | Helyezés |
| -------------------- | ------------ | ------------------------------------ | ---------------------------------- | ------------------------------ | ---------------------------- | ----------------- | -------------------------------- | ----------------------------------- | --------------------------------- | ----------------- | -------- |
| Cinzia Cavazzuti     | Könnyűsúly   | Michaela Vernerová (CZE) · 0001-0000 | Filipa Cavalleri (POR) · 0012-0001 | Shen Jun (CHN) · 0000-0000     |                              |                   |                                  | Tânia Ferreira (BRA) · 0101-0001    | Barbara Harel (FRA) · 0011-0001   |                   | 5.       |
| Jenny Gal            | Váltósúly    | erőnyerő                             | Anna Szarajeva (RUS) · 0011-0010   | Vânia Ishii (BRA) · 0010-0000  | Li Su-fang (CHN) · 0000-0000 |                   |                                  |                                     | Csong Szongszuk (KOR) · 0000-0000 |                   | 5.       |
| Ylenia Scapin        | Középsúly    | Xiomara Griffith (VEN) · 1000-0000   | Cso Minszon (KOR) · 0001-0010      |                                |                              |                   | Julija Kuzina (RUS) · 0030-0000  | Yvonne Wansart (GER) · 0020-0001    | Úrsula Martín (ESP) · 1000-0000   |                   |          |
| Emanuela Pierantozzi | Félnehézsúly | erőnyerő                             | Anno Noriko (JPN) · 0001-0000      | Heidi Rakels (BEL) · 0000-0200 |                              |                   | Karin Kienhuis (NED) · 1000-0001 | Edinanci da Silva (BRA) · 0010-0001 | Diadenys Luna (CUB) · 1000-0000   |                   |          |

## Evezés
Férfi
| Versenyző | Versenyszám                          | Előfutam | Előfutam | Vigaszág | Vigaszág | Elődöntő | Elődöntő | Elődöntő | Döntő | Döntő   | Döntő | Helyezés |
| Versenyző | Versenyszám                          | Idő      | Hely.    | Idő      | Hely.    | Típus    | Idő      | Hely.    | Típus | Idő     | Hely. | Helyezés |
| --- | ------------------------------------ | -------- | -------- | -------- | -------- | -------- | -------- | -------- | ----- | ------- | ----- | -------- |
| Mattia Righetti | Egypárevezős                         | 7:24,80  | 4.       | 7:21,20  | 3.       | C/D      | 7:20,78  | 2.       | C     | 7:08,16 | 3.    | 14.      |
| Giovanni Calabrese Nicola Sartori | Kétpárevezős                         | 6:33,11  | 2.       | 6:25,98  | 1.       | A/B      | 6:24,99  | 2.       | A     | 6:20,49 | 3.    |          |
| Luigi Sorrentino Pasquale Panzarino | Kormányos nélküli kettes             | 6:48,26  | 2.       |          |          | A/B      | 6:53,57  | 6.       | B     | 6:40,35 | 6.    | 12.      |
| Agostino Abbagnale Alessio Sartori Rossano Galtarossa Simone Raineri                                                                         | Négypárevezős                        | 5:45,67  | 1.       |          |          | A/B      | 5:44,08  | 1.       | A     | 5:45,56 | 1.    |          |
| Valter Molea Riccardo Dei Rossi Lorenzo Carboncini Carlo Mornati                                                                             | Kormányos nélküli négyes             | 6:04,59  | 1.       |          |          | A/B      | 6:02,31  | 2.       | A     | 5:56,62 | 2.    |          |
| Gioacchino Cascone Franco Berra Mario Palmisano Marco Penna Valerio Pinton Raffaello Leonardo Alessandro Corona Luca Ghezzi Gaetano Iannuzzi | Nyolcas                              | 5:39,69  | 5.       | 5:41,23  | 2.       |          |          |          | A     | 5:35,37 | 4.    | 4.       |
| Elia Luini Leonardo Pettinari | Könnyűsúlyú kétpárevezős             | 6:24,73  | 1.       |          |          | A/B      | 6:21,59  | 2.       | A     | 6:23,47 | 2.    |          |
| Salvatore Amitrano Franco Sancassani Catello Amarante Carlo Gaddi                                                                            | Könnyűsúlyú kormányos nélküli négyes | 6:14,89  | 1.       |          |          | A/B      | 6:00,82  | 1.       | A     | 6:03,77 | 4.    | 4.       |

## Íjászat
Férfi
| Versenyző                                      | Versenyszám | Selejtező | Selejtező | 64-es főtábla                             | 32-es főtábla                              | Nyolcaddöntő                                                                               | Negyeddöntő                                                                                 | Elődöntő                                                                         | Döntő                                                                    | Helyezés |
| Versenyző                                      | Versenyszám | Pont      | Kiemelt   | Ellenfél Eredmény                         | Ellenfél Eredmény                          | Ellenfél Eredmény                                                                          | Ellenfél Eredmény                                                                           | Ellenfél Eredmény                                                                | Ellenfél Eredmény                                                        | Helyezés |
| ---------------------------------------------- | ----------- | --------- | --------- | ----------------------------------------- | ------------------------------------------ | ------------------------------------------------------------------------------------------ | ------------------------------------------------------------------------------------------- | -------------------------------------------------------------------------------- | ------------------------------------------------------------------------ | -------- |
| Michele Frangilli                              | Egyéni      | 634       | 19.       | Lars Erik Humlekjær (NOR) (46.) · 168-158 | Scott Hunter-Russell (AUS) (51.) · 164-154 | Kim Cshongthe (KOR) (3.) · 169-166                                                         | kiesett                                                                                     | kiesett                                                                          | kiesett                                                                  | 9.       |
| Ilario Di Buò                                  | Egyéni      | 627       | 30.       | Hamano Júdzsi (JPN) (35.) · 163-158       | Kim Cshongthe (KOR) (3.) · 159-162         | kiesett                                                                                    | kiesett                                                                                     | kiesett                                                                          | kiesett                                                                  | 20.      |
| Matteo Bisiani                                 | Egyéni      | 634       | 18.       | Martinius Grov (NOR) (47.) · 166-158      | Makijama Maszafumi (JPN) (50.) · 159-162   | kiesett                                                                                    | kiesett                                                                                     | kiesett                                                                          | kiesett                                                                  | 21.      |
| Matteo Bisiani Michele Frangilli Ilario Di Buò | Csapat      | 634       | 6.        |                                           |                                            | Franciaország (FRA) · Lionel Torrés · Jocelyn de Grandis · Sébastien Flûte (11.) · 250-239 | Kazahsztán (KAZ) · Sztanyiszlav Zabrodszkij · Alekszandr Li · Vagyim Sikarev (3.) · 249-244 | Egyesült Államok (USA) · Rod White · Vic Wunderle · Butch Johnson (2.) · 244-241 | Dél-Korea (KOR) · Csang Jongho · O Kjomun · Kim Cshongthe (1.) · 247-255 |          |

Női
| Versenyző                                         | Versenyszám | Selejtező | Selejtező | 64-es főtábla                           | 32-es főtábla                           | Nyolcaddöntő                                                                                 | Negyeddöntő                                                                              | Elődöntő          | Döntő             | Helyezés |
| Versenyző                                         | Versenyszám | Pont      | Kiemelt   | Ellenfél Eredmény                       | Ellenfél Eredmény                       | Ellenfél Eredmény                                                                            | Ellenfél Eredmény                                                                        | Ellenfél Eredmény | Ellenfél Eredmény | Helyezés |
| ------------------------------------------------- | ----------- | --------- | --------- | --------------------------------------- | --------------------------------------- | -------------------------------------------------------------------------------------------- | ---------------------------------------------------------------------------------------- | ----------------- | ----------------- | -------- |
| Natalia Valeeva                                   | Egyéni      | 667       | 2.        | Henriette Youanga (CAF) (63.) · 166-126 | Karin Larsson (SWE) (34.) · 162-160     | Cristina Ioriatti (ITA) (47.) · 163-156                                                      | Cshö Okszil (PRK) (7.) · 103-107                                                         | kiesett           | kiesett           | 7.       |
| Cristina Ioriatti                                 | Egyéni      | 618       | 47.       | Jill Börresen (RSA) (18.) · 154-145     | Hamdiah Damanhuri (INA) (15.) · 156-156 | Natalia Valeeva (ITA) (2.) · 156-163                                                         | kiesett                                                                                  | kiesett           | kiesett           | 15.      |
| Irene Franchini                                   | Egyéni      | 611       | 55.       | Katerina Szergyuk (UKR) (10.) · 144-157 | kiesett                                 | kiesett                                                                                      | kiesett                                                                                  | kiesett           | kiesett           | 58.      |
| Natalia Valeeva Cristina Ioriatti Irene Franchini | Csapat      | 611       | 7.        |                                         |                                         | Ausztrália (AUS) · Kate Fairweather · Melissa Jennison · Michelle Tremelling (10.) · 237-236 | Ukrajna (UKR) · Olena Szadovnicsa · Natalija Burdejna · Katerina Szergyuk (2.) · 230-237 | kiesett           | kiesett           | 7.       |

## Kajak-kenu

### Síkvízi
Férfi
| Versenyző                      | Versenyszám         | Előfutam | Előfutam | Előfutam | Elődöntő | Elődöntő | Elődöntő | Döntő    | Döntő    |
| Versenyző                      | Versenyszám         | Idő      | Hely.    | Össz.    | Idő      | Hely.    | Össz.    | Idő      | Helyezés |
| ------------------------------ | ------------------- | -------- | -------- | -------- | -------- | -------- | -------- | -------- | -------- |
| Antonio Scaduto                | Kajak egyes 500 m   | 1:43,289 | 5.       | 20.      | 1:43,432 | 6.       | 20.      | kiesett  | kiesett  |
| Jacopo Majocchi                | Kajak egyes 1000 m  | 3:39,176 | 4.       | 13.      | 3:39,157 | 3.       | 8.       | 3:38,105 | 8.       |
| Antonio Rossi Beniamino Bonomi | Kajak kettes 500 m  | 1:32,193 | 3.       | 6.       | 1:29,888 | 1.       | 1.       | 1:52,635 | 7.       |
| Antonio Rossi Beniamino Bonomi | Kajak kettes 1000 m | 3:14,316 | 1.       | 2.       |          |          |          | 3:14,461 |          |

Női
| Versenyző            | Versenyszám       | Előfutam | Előfutam | Előfutam | Elődöntő | Elődöntő | Elődöntő | Döntő    | Döntő    |
| Versenyző            | Versenyszám       | Idő      | Hely.    | Össz.    | Idő      | Hely.    | Össz.    | Idő      | Helyezés |
| -------------------- | ----------------- | -------- | -------- | -------- | -------- | -------- | -------- | -------- | -------- |
| Josefa Idem-Guerrini | Kajak egyes 500 m | 1:49,889 | 1.       | 1.       |          |          |          | 2:13,848 |          |

### Szlalom
| Versenyző                | Versenyszám       | Selejtező | Selejtező | Selejtező | Selejtező | Selejtező  | Selejtező  | Döntő    | Döntő    | Döntő    | Döntő    | Döntő      | Döntő      |
| Versenyző                | Versenyszám       | 1. futam  | 1. futam  | 2. futam  | 2. futam  | Összesítés | Összesítés | 1. futam | 1. futam | 2. futam | 2. futam | Összesítés | Összesítés |
| Versenyző                | Versenyszám       | Pont      | Hely.     | Pont      | Hely.     | Pont       | Hely.      | Pont     | Hely.    | Pont     | Hely.    | Pont       | Helyezés   |
| ------------------------ | ----------------- | --------- | --------- | --------- | --------- | ---------- | ---------- | -------- | -------- | -------- | -------- | ---------- | ---------- |
| Pierpaolo Ferrazzi       | Férfi kajak egyes | 127,59    | 4.        | 133,60    | 15.       | 261,19     | 11.        | 111,79   | 2.       | 113,24   | 8.       | 225,03     |            |
| Enrico Lazzarotto        | Férfi kajak egyes | 135,18    | 18.       | 127,04    | 5.        | 262,22     | 13.        | 120,89   | 14.      | 115,03   | 12.      | 235,92     | 14.        |
| Maria Cristina Giai Pron | Női kajak egyes   | 157,34    | 13.       | 164,55    | 20.       | 321,89     | 16.        | kiesett  | kiesett  | kiesett  | kiesett  | kiesett    | kiesett    |

## Kerékpározás

### Hegyi-kerékpározás
| Versenyző        | Versenyszám        | Idő                    | Helyezés |
| ---------------- | ------------------ | ---------------------- | -------- |
| Marco Bui        | Férfi terepverseny | 2:16:09,14 (+7:06,64)  | 16.      |
| Hubert Pallhuber | Férfi terepverseny | 2:22:55,64 (+13:53,14) | 31.      |
| Paola Pezzo      | Női terepverseny   | 1:49:24,38             |          |

### Országúti kerékpározás
Férfi
| Versenyző            | Versenyszám   | Idő             | Helyezés |
| -------------------- | ------------- | --------------- | -------- |
| Michele Bartoli      | Mezőnyverseny | 5:30:34 (+1:26) | 4.       |
| Paolo Bettini        | Mezőnyverseny | 5:30:34 (+1:26) | 9.       |
| Danilo Di Luca       | Mezőnyverseny | 5:30:37 (+1:29) | 11.      |
| Francesco Casagrande | Mezőnyverseny | 5:30:46 (+1:38) | 66.      |
| Marco Pantani        | Mezőnyverseny | 5:30:46 (+1:38) | 69.      |

Női
| Versenyző              | Versenyszám   | Idő             | Helyezés      |
| ---------------------- | ------------- | --------------- | ------------- |
| Alessandra Cappellotto | Mezőnyverseny | 3:06:31 (+0:00) | 15.           |
| Valeria Cappellotto    | Mezőnyverseny | 3:09:17 (+2:46) | 31.           |
| Roberta Bonanomi       | Mezőnyverseny | nem ért célba   | nem ért célba |

### Pálya-kerékpározás
Üldözőversenyek
| Versenyző                                                 | Versenyszám  | Selejtező | Selejtező | Negyeddöntő  | Negyeddöntő | Elődöntő     | Elődöntő  | Döntő        | Döntő     | Döntő    |
| Versenyző                                                 | Versenyszám  | Idő       | Hely.     | Ellenfél Idő | Saját idő   | Ellenfél Idő | Saját idő | Ellenfél Idő | Saját idő | Helyezés |
| --------------------------------------------------------- | ------------ | --------- | --------- | ------------ | ----------- | ------------ | --------- | ------------ | --------- | -------- |
| Antonella Bellutti                                        | Női egyéni   | 3:36,967  | 5.        |              |             | kiesett      | kiesett   | kiesett      | kiesett   | kiesett  |
| Mario Benetton Adler Capelli Cristiano Citton Marco Villa | Férfi csapat | 4:15,451  | 11.       | kiesett      | kiesett     | kiesett      | kiesett   | kiesett      | kiesett   | kiesett  |

Pontversenyek
| Név                           | Versenyszám       | Pont | Körhátrány | Helyezés |
| ----------------------------- | ----------------- | ---- | ---------- | -------- |
| Silvio Martinello             | Férfi pontverseny | 5    | -1         | 8.       |
| Antonella Bellutti            | Női pontverseny   | 19   | 0          |          |
| Marco Villa Silvio Martinello | Férfi madison     | 15   | 0          | 3.       |

Keirin
| Versenyző       | Versenyszám | 1. forduló | Vigaszág | 2. forduló | Döntő    |
| Versenyző       | Versenyszám | Helyezés   | Helyezés | Helyezés   | Helyezés |
| --------------- | ----------- | ---------- | -------- | ---------- | -------- |
| Roberto Chiappa | Férfi       | 2.         |          | 4.         | kiesett  |

## Kosárlabda

### Férfi
| Olasz férfi kosárlabdacsapat-játékoskeret                                                                | Olasz férfi kosárlabdacsapat-játékoskeret                                                                |
| --- | --- |
| - Alessandro Abbio - Gianluca Basile - Roberto Chiacig - Marcelo Damiao - Gregor Fucka - Giacomo Galanda | - Denis Marconato - Andrea Meneghin - Michele Mian - Carlton Myers - German Scarone - Agostino Li Vecchi |

#### Eredmények
Csoportkör
A csoport
| Csapat                 | M | Gy | V | P+  | P–  | Pk   | P  |
| ---------------------- | - | -- | - | --- | --- | ---- | -- |
| Egyesült Államok (USA) | 5 | 5  | 0 | 505 | 359 | +146 | 10 |
| Olaszország (ITA)      | 5 | 3  | 2 | 332 | 349 | –17  | 8  |
| Litvánia (LTU)         | 5 | 3  | 2 | 372 | 339 | +33  | 8  |
| Franciaország (FRA)    | 5 | 2  | 3 | 372 | 374 | –2   | 7  |
| Kína (CHN)             | 5 | 2  | 3 | 368 | 419 | –51  | 7  |
| Új-Zéland (NZL)        | 5 | 0  | 5 | 307 | 416 | –109 | 5  |

| 2000. szeptember 17. 11:30 | Olaszország (ITA)   | 50–48     | Litvánia (LTU) | Nézőszám: 8292 |
| 2000. szeptember 17. 11:30 | (30–30) Jegyzőkönyv |           |                | Nézőszám: 8292 |
| 2000. szeptember 17. 11:30 | Fucka 13            | Pont      | Štombergas 14  | Nézőszám: 8292 |
| 2000. szeptember 17. 11:30 | Fucka 7             | Lepattanó | Einikis 13     | Nézőszám: 8292 |
| 2000. szeptember 17. 11:30 | Abbio 3             | Gólpassz  | Jasikevičius 2 | Nézőszám: 8292 |

| 2000. szeptember 19. 16:30 | Egyesült Államok (USA) | 93–61     | Olaszország (ITA) | Nézőszám: 8368 |
| 2000. szeptember 19. 16:30 | (45–35) Jegyzőkönyv    |           |                   | Nézőszám: 8368 |
| 2000. szeptember 19. 16:30 | Carter 13              | Pont      | Myers 11          | Nézőszám: 8368 |
| 2000. szeptember 19. 16:30 | Garnett 9              | Lepattanó | Meneghin 6        | Nézőszám: 8368 |
| 2000. szeptember 19. 16:30 | Kidd 7                 | Gólpassz  | Meneghin 4        | Nézőszám: 8368 |

| 2000. szeptember 21. 9:30 | Olaszország (ITA)   | 78–66     | Új-Zéland (NZL) | Nézőszám: 8446 |
| 2000. szeptember 21. 9:30 | (32–36) Jegyzőkönyv |           |                 | Nézőszám: 8446 |
| 2000. szeptember 21. 9:30 | Myers 20            | Pont      | Cameron 18      | Nézőszám: 8446 |
| 2000. szeptember 21. 9:30 | Myers 6             | Lepattanó | Marks 7         | Nézőszám: 8446 |
| 2000. szeptember 21. 9:30 | Myers 4             | Gólpassz  | Cameron 6       | Nézőszám: 8446 |

| 2000. szeptember 23. 21:30 | Franciaország (FRA) | 57–67     | Olaszország (ITA) | Nézőszám: 8392 |
| 2000. szeptember 23. 21:30 | (28–30) Jegyzőkönyv |           |                   | Nézőszám: 8392 |
| 2000. szeptember 23. 21:30 | Sciarra 17          | Pont      | Myers 24          | Nézőszám: 8392 |
| 2000. szeptember 23. 21:30 | Weis 8              | Lepattanó | Chiacig 7         | Nézőszám: 8392 |
| 2000. szeptember 23. 21:30 | Bilba 3             | Gólpassz  | Myers 4           | Nézőszám: 8392 |

| 2000. szeptember 25. 14:30 | Olaszország (ITA)   | 76–85     | Kína (CHN)     | Nézőszám: 8477 |
| 2000. szeptember 25. 14:30 | (40–42) Jegyzőkönyv |           |                | Nézőszám: 8477 |
| 2000. szeptember 25. 14:30 | Abbio 15            | Pont      | Li Nan 25      | Nézőszám: 8477 |
| 2000. szeptember 25. 14:30 | Galanda, Fucka 5    | Lepattanó | Jao Ming 6     | Nézőszám: 8477 |
| 2000. szeptember 25. 14:30 | Basile, Abbio 3     | Gólpassz  | Guo Shiqiang 7 | Nézőszám: 8477 |

Negyeddöntő
| 2000. szeptember 28. 15:00 | Olaszország (ITA)   | 62–65     | Ausztrália (AUS) | Nézőszám: 14 411 Játékvezetők: Davis Jones (USA), Pascal Dorizon (FRA) |
| 2000. szeptember 28. 15:00 | (27–31) Jegyzőkönyv |           |                  | Nézőszám: 14 411 Játékvezetők: Davis Jones (USA), Pascal Dorizon (FRA) |
| 2000. szeptember 28. 15:00 | Fucka 17            | Pont      | Gaze 27          | Nézőszám: 14 411 Játékvezetők: Davis Jones (USA), Pascal Dorizon (FRA) |
| 2000. szeptember 28. 15:00 | három játékos 4     | Lepattanó | Bradtke 8        | Nézőszám: 14 411 Játékvezetők: Davis Jones (USA), Pascal Dorizon (FRA) |
| 2000. szeptember 28. 15:00 | Fucka 3             | Gólpassz  | Gaze 4           | Nézőszám: 14 411 Játékvezetők: Davis Jones (USA), Pascal Dorizon (FRA) |

Az 5. helyért
| 2000. szeptember 30. 14:00 | Olaszország (ITA)   | 69–59     | Jugoszlávia (SCG) | Nézőszám: 14 604 Játékvezetők: Carl Jungebrand (FIN), Mike Thomson (CAN) |
| 2000. szeptember 30. 14:00 | (33–31) Jegyzőkönyv |           |                   | Nézőszám: 14 604 Játékvezetők: Carl Jungebrand (FIN), Mike Thomson (CAN) |
| 2000. szeptember 30. 14:00 | Fucka 17            | Pont      | Tomašević 13      | Nézőszám: 14 604 Játékvezetők: Carl Jungebrand (FIN), Mike Thomson (CAN) |
| 2000. szeptember 30. 14:00 | Meneghin 9          | Lepattanó | Stojaković 6      | Nézőszám: 14 604 Játékvezetők: Carl Jungebrand (FIN), Mike Thomson (CAN) |
| 2000. szeptember 30. 14:00 | Basile 5            | Gólpassz  | hét játékos 1     | Nézőszám: 14 604 Játékvezetők: Carl Jungebrand (FIN), Mike Thomson (CAN) |

| Csapat            | Helyezés |
| ----------------- | -------- |
| Olaszország (ITA) | 5.       |

## Labdarúgás

### Férfi
| Olasz férfi labdarúgócsapat-játékoskeret | Olasz férfi labdarúgócsapat-játékoskeret |
| --- | --- |
| - Alessandro Grandoni - Andrea Pirlo - Bruno Cirillo - Christian Abbiati - Claudio Rivalta - Cristiano Zanetti - Gennaro Gattuso - Gianluca Zambrotta - Gianni Comandini | - Ighli Vannucchi - Luca Mezzano - Marco Zanchi - Massimo Ambrosini - Massimo Margiotta - Matteo Ferrari - Nicola Ventola - Roberto Baronio |

#### Eredmények
Csoportkör
A csoport
| Csapat            | M | Gy | D | V | Rg | Kg | Gk | P |
| ----------------- | - | -- | - | - | -- | -- | -- | - |
| Olaszország (ITA) | 3 | 2  | 1 | 0 | 5  | 2  | +3 | 7 |
| Nigéria (NGR)     | 3 | 1  | 2 | 0 | 7  | 6  | +1 | 5 |
| Honduras (HON)    | 3 | 1  | 1 | 1 | 6  | 7  | –1 | 4 |
| Ausztrália (AUS)  | 3 | 0  | 0 | 3 | 3  | 6  | –3 | 0 |

| 2000. szeptember 13. 20:00 |

| Ausztrália (AUS) | 0–1               | Olaszország (ITA) |
| ---------------- | ----------------- | ----------------- |
|                  | (0–0) Jegyzőkönyv | Pirlo 81'         |

| Melbourne Cricket Ground, Melbourne Nézőszám: 93 252 Játékvezető: Peter Prendergast (jamaicai) |

| 2000. szeptember 16. 18:30 |

| Olaszország (ITA)               | 3–1               | Honduras (HON)    |
| ------------------------------- | ----------------- | ----------------- |
| Comandini 12' 22' Ambrosini 18' | (3–1) Jegyzőkönyv | Nesta 29' (öngól) |

| Hindmarsh Stadium, Adelaide Nézőszám: 18 301 Játékvezető: Lu Csün (kínai) |

| 2000. szeptember 19. 18:30 |

| Olaszország (ITA)   | 1–1               | Nigéria (NGR) |
| ------------------- | ----------------- | ------------- |
| Okunowo 65' (öngól) | (0–1) Jegyzőkönyv | Lawal 40'     |

| Hindmarsh Stadium, Adelaide Nézőszám: 18 340 Játékvezető: Felipe Ramos (mexikói) |

Negyeddöntő
| 2000. szeptember 23. 20:00 |

| Olaszország (ITA) | 0–1               | Spanyolország (ESP) |
| ----------------- | ----------------- | ------------------- |
|                   | (0–0) Jegyzőkönyv | Gabri 86'           |

| Football Stadium, Sydney Nézőszám: 38 134 Játékvezető: Carlos Simon (brazil) |

| Csapat            | Helyezés |
| ----------------- | -------- |
| Olaszország (ITA) | 5.       |

## Lovaglás
Díjlovaglás
| Versenyző | Ló     | Versenyszám | 1. kör | 1. kör | 2. kör | 2. kör | 3. kör | 3. kör | Végeredmény | Végeredmény |
| Versenyző | Ló     | Versenyszám | Pont   | Hely.  | Pont   | Hely.  | Pont   | Hely.  | Pont        | Helyezés    |
| --------- | ------ | ----------- | ------ | ------ | ------ | ------ | ------ | ------ | ----------- | ----------- |
| Pia Laus  | Renoir | Egyéni      | 67,68  | 16.    | 68,41  | 17.    | 69,35  | 12.    | 205,44      | 14.         |

Díjugratás
| Versenyző     | Ló            | Versenyszám | Selejtező | Selejtező | Selejtező | Selejtező | Selejtező | Selejtező | Selejtező | Selejtező | Döntő   | Döntő   | Döntő   | Döntő   | Végeredmény | Végeredmény |
| Versenyző     | Ló            | Versenyszám | 1. kör    | 1. kör    | 2. kör    | 2. kör    | 2. kör    | 3. kör    | 3. kör    | 3. kör    | 1. kör  | 1. kör  | 2. kör  | 2. kör  | Végeredmény | Végeredmény |
| Versenyző     | Ló            | Versenyszám | Bünt.     | Hely.     | Bünt.     | Össz.     | Hely.     | Bünt.     | Össz.     | Hely.     | Bünt.   | Hely.   | Bünt.   | Hely.   | Bünt.       | Helyezés    |
| ------------- | ------------- | ----------- | --------- | --------- | --------- | --------- | --------- | --------- | --------- | --------- | ------- | ------- | ------- | ------- | ----------- | ----------- |
| Gianni Govoni | Las Vegas 116 | Egyéni      | 9,00      | 27.       | 4,00      | 13,00     | 15.       | 0,00      | 13,00     | 8.        | 4,00    | 5.      | 13,50   | 25.     | 17,50       | 18.*        |
| Jerry Smit    | Lux Z         | Egyéni      | 16,00     | 49.       | 16,00     | 32,00     | 57.       | 16,00     | 48,00     | 54.       | kiesett | kiesett | kiesett | kiesett | kiesett     | kiesett     |

Lovastusa
| Versenyző                                                    | Ló                                             | Versenyszám | Díjlovaglás | Díjlovaglás | Tereplovaglás | Tereplovaglás | Tereplovaglás | Díjugratás | Díjugratás | Végeredmény | Végeredmény |
| Versenyző                                                    | Ló                                             | Versenyszám | Bünt.       | Hely.       | Bünt.         | Hely.         | Össz.         | Bünt.      | Hely.      | Bünt.       | Helyezés    |
| ------------------------------------------------------------ | ---------------------------------------------- | ----------- | ----------- | ----------- | ------------- | ------------- | ------------- | ---------- | ---------- | ----------- | ----------- |
| Fabio Magni                                                  | Cool'n Breezy                                  | Egyéni      | 44,00       | 10.         | 0,00          | 44,00         | 7.            | 5,00       | 7.         | 49,00       | 5.          |
| Andrea Verdina                                               | Donnizetti                                     | Egyéni      | 53,80       | 27.         | 20,00         | 73,80         | 16.           | 14,00      | 22.        | 87,80       | 15.         |
| Lara Villata Giacomo Della Chiesa Andrea Verdina Fabio Magni | Rubber Ball Tokyo Joe Donnizetti Cool'n Breezy | Csapat      | 170,40      | 8.          | nem indult    | nem indult    | nem indult    | nem indult | nem indult | 3,000,00    | helyezetlen |

* - egy másik versenyzővel azonos eredményt ért el

## Műugrás
Férfi
| Versenyző                     | Versenyszám        | Selejtező | Selejtező | Elődöntő | Elődöntő | Döntő   | Döntő    |
| Versenyző                     | Versenyszám        | Pont      | Helyezés  | Pont     | Helyezés | Pont    | Helyezés |
| ----------------------------- | ------------------ | --------- | --------- | -------- | -------- | ------- | -------- |
| Donald Miranda                | Egyéni műugrás     | 377,01    | 18.       | 584,04   | 16.      | kiesett | kiesett  |
| Nicola Marconi                | Egyéni műugrás     | 351,12    | 26.       | kiesett  | kiesett  | kiesett | kiesett  |
| Massimiliano Mazzucchi        | Egyéni toronyugrás | 386,91    | 18.       | 559,71   | 18.      | kiesett | kiesett  |
| Nicola Marconi Donald Miranda | Szinkron műugrás   |           |           |          |          | 286,38  | 8.       |

Női
| Versenyző      | Versenyszám    | Selejtező | Selejtező | Elődöntő | Elődöntő | Döntő   | Döntő    |
| Versenyző      | Versenyszám    | Pont      | Helyezés  | Pont     | Helyezés | Pont    | Helyezés |
| -------------- | -------------- | --------- | --------- | -------- | -------- | ------- | -------- |
| Tania Cagnotto | Egyéni műugrás | 259,74    | 18.*      | 466,29   | 18.      | kiesett | kiesett  |
| Maria Marconi  | Egyéni műugrás | 229,11    | 30.       | kiesett  | kiesett  | kiesett | kiesett  |

* - egy másik versenyzővel azonos eredményt ért el

## Ökölvívás
| Versenyző          | Versenyszám     | Selejtező                           | Nyolcaddöntő                       | Negyeddöntő                  | Elődöntő                      | Döntő             | Helyezés |
| Versenyző          | Versenyszám     | Ellenfél Eredmény                   | Ellenfél Eredmény                  | Ellenfél Eredmény            | Ellenfél Eredmény             | Ellenfél Eredmény | Helyezés |
| ------------------ | --------------- | ----------------------------------- | ---------------------------------- | ---------------------------- | ----------------------------- | ----------------- | -------- |
| Sven Paris         | Kisváltósúly    | Pongsak Hrientounthong (THA) · 14-3 | Kay Huste (GER) · 17-11            | Mohamed Allalou (ALG) · 8-22 | kiesett                       | kiesett           | 7.       |
| Leonard Bundu      | Váltósúly       | Daniel Geale (AUS) · 4-2            | Danyijar Munajtbaszov (KAZ) · 4-13 | kiesett                      | kiesett                       | kiesett           | 9.       |
| Ciro Di Corcia     | Nagyváltósúly   | Marian Simion (ROU) · 8-19          | kiesett                            | kiesett                      | kiesett                       | kiesett           | 17.      |
| Ottavio Barone     | Középsúly       | Andóniosz Janúlasz (GRE) · 10-17    | kiesett                            | kiesett                      | kiesett                       | kiesett           | 17.      |
| Giacobbe Fragomeni | Félnehézsúly    | Isael Álvarez (CUB) · RSC           | kiesett                            | kiesett                      | kiesett                       | kiesett           | 17.      |
| Paolo Vidoz        | Szupernehézsúly |                                     | Calvin Brock (USA) · 21-5          | Samuel Peter (NGR) · 14-3    | Audley Harrison (GBR) · 16-32 | kiesett           |          |

RSC - a játékvezető megállította a mérkőzést

## Öttusa
| Versenyző       | Versenyszám | Lövészet | Lövészet | Lövészet | Vívás    | Vívás | Vívás  | Úszás   | Úszás | Úszás | Lovaglás      | Lovaglás      | Lovaglás      | Lovaglás      | Futás         | Futás         | Futás         | Összesen    | Összesen |
| Versenyző       | Versenyszám | Pontszám | Pont     | Hely.    | Eredmény | Pont  | Hely.  | Idő     | Pont  | Hely. | Idő           | Hibapont      | Pont          | Hely.         | Idő           | Pont          | Hely.         | Összes pont | Helyezés |
| --------------- | ----------- | -------- | -------- | -------- | -------- | ----- | ------ | ------- | ----- | ----- | ------------- | ------------- | ------------- | ------------- | ------------- | ------------- | ------------- | ----------- | -------- |
| Stefano Pecci   | Férfi       | 175      | 1036     | 16.      | 13-11    | 880   | 5.***  | 2:09,72 | 1203  | 14.   | 1:04,26       | 150           | 950           | 15.           | 9:47,35       | 1052          | 16.           | 5121        | 13.      |
| Claudia Cerutti | Női         | 178      | 1072     | 7.*      | 11-13    | 800   | 9.**** | 2:17,18 | 1229  | 2.    | 1:14,54       | 70            | 1003          | 10.           | 11:39,90      | 922           | 16.           | 5026        | 9.       |
| Fabiana Fares   | Női         | 161      | 868      | 22.**    | 13-11    | 880   | 6.     | 2:28,56 | 1115  | 19.   | nem ért célba | nem ért célba | nem ért célba | nem ért célba | nem ért célba | nem ért célba | nem ért célba | 2863        | 24.      |

* - egy másik versenyzővel azonos eredményt ért el

** - két másik versenyzővel azonos eredményt ért el

*** - három másik versenyzővel azonos eredményt ért el

**** - nyolc másik versenyzővel azonos eredményt ért el

## Röplabda

### Férfi
| Olasz férfi röplabdacsapat-játékoskeret                                                                 | Olasz férfi röplabdacsapat-játékoskeret                                                         |
| --- | ----------------------------------------------------------------------------------------------- |
| - Alessandro Fei - Andrea Gardini - Andrea Giani - Andrea Sartoretti - Luigi Mastrangelo - Marco Bracci | - Marco Meoni - Mirko Corsano - Paolo Tofoli - Pasquale Gravina - Samuele Papi - Simone Rosalba |

#### Eredmények
Csoportkör
B csoport
|                        |      | Mérkőzések | Mérkőzések | Szettek | Szettek | Szettek | Pontok | Pontok | Pontok |
| Csapat                 | Pont | Gy         | V          | Sz+     | Sz–     | SzA     | P+     | P–     | PA     |
| ---------------------- | ---- | ---------- | ---------- | ------- | ------- | ------- | ------ | ------ | ------ |
| Olaszország (ITA)      | 10   | 5          | 0          | 15      | 4       | 3,750   | 482    | 421    | 1,145  |
| Oroszország (RUS)      | 9    | 4          | 1          | 13      | 7       | 1,857   | 465    | 443    | 1,050  |
| Jugoszlávia (SCG)      | 8    | 3          | 2          | 12      | 9       | 1,333   | 489    | 461    | 1,061  |
| Argentína (ARG)        | 7    | 2          | 3          | 7       | 11      | 0,636   | 409    | 446    | 0,917  |
| Dél-Korea (KOR)        | 6    | 1          | 4          | 8       | 14      | 0,571   | 491    | 504    | 0,974  |
| Egyesült Államok (USA) | 5    | 0          | 5          | 5       | 15      | 0,333   | 417    | 478    | 0,872  |

| 2000. szeptember 17. 12:00 | Dél-Korea (KOR)       | 0–3 | Olaszország (ITA) | Nézőszám: 3907 Játékvezető: Jose Ramon Perez Vento (CUB), Jarmo Tapio Salonen (FIN) |
| 2000. szeptember 17. 12:00 | (25–27, 23–25, 18–25) |     |                   | Nézőszám: 3907 Játékvezető: Jose Ramon Perez Vento (CUB), Jarmo Tapio Salonen (FIN) |

| 2000. szeptember 19. 20:30 | Jugoszlávia (SCG)                   | 2–3 | Olaszország (ITA) | Nézőszám: 8199 Játékvezető: Jarmo Tapio Salonen (FIN), Stoyan Kostov Stoyanov (BUL) |
| 2000. szeptember 19. 20:30 | (19–25, 25–19, 22–25, 33–31, 20–22) |     |                   | Nézőszám: 8199 Játékvezető: Jarmo Tapio Salonen (FIN), Stoyan Kostov Stoyanov (BUL) |

| 2000. szeptember 21. 12:30 | Olaszország (ITA)     | 3–0 | Argentína (ARG) | Nézőszám: 8185 Játékvezető: Fernando Nava (MEX), Takashi Shimoyama (JPN) |
| 2000. szeptember 21. 12:30 | (40–38, 25–18, 25–14) |     |                 | Nézőszám: 8185 Játékvezető: Fernando Nava (MEX), Takashi Shimoyama (JPN) |

| 2000. szeptember 23. 14:30 | Oroszország (RUS)            | 1–3 | Olaszország (ITA) | Nézőszám: 8278 Játékvezető: Josebel Palmeirim (BRA), Dean Turner (AUS) |
| 2000. szeptember 23. 14:30 | (20–25, 20–25, 25–22, 22–25) |     |                   | Nézőszám: 8278 Játékvezető: Josebel Palmeirim (BRA), Dean Turner (AUS) |

| 2000. szeptember 25. 20:30 | Olaszország (ITA)            | 3–1 | Egyesült Államok (USA) | Nézőszám: 7960 Játékvezető: Dean Turner (AUS), Wang Ning (CHN) |
| 2000. szeptember 25. 20:30 | (21–25, 25–18, 25–18, 25–18) |     |                        | Nézőszám: 7960 Játékvezető: Dean Turner (AUS), Wang Ning (CHN) |

Negyeddöntő
| 2000. szeptember 27. 14:30 | Ausztrália (AUS)             | 1–3 | Olaszország (ITA) | Nézőszám: 7852 Játékvezető: Juan Angel Pereyra (ARG), Jose Ramon Perez Vento (CUB) |
| 2000. szeptember 27. 14:30 | (14–25, 25–22, 19–25, 15–25) |     |                   | Nézőszám: 7852 Játékvezető: Juan Angel Pereyra (ARG), Jose Ramon Perez Vento (CUB) |

Elődöntő
| 2000. szeptember 29. 20:45 | Jugoszlávia (SCG)     | 3–0 | Olaszország (ITA) | Nézőszám: 8577 Játékvezető: Takashi Shimoyama (JPN), Themistoklis Kalpaktsoglou (GRE) |
| 2000. szeptember 29. 20:45 | (27–25, 34–32, 25–14) |     |                   | Nézőszám: 8577 Játékvezető: Takashi Shimoyama (JPN), Themistoklis Kalpaktsoglou (GRE) |

Bronzmérkőzés
| 2000. október 1. 12:30 | Argentína (ARG)       | 0–3 | Olaszország (ITA) | Nézőszám: 8743 Játékvezető: Songsak Chareonpong (THA), Dean Turner (AUS) |
| 2000. október 1. 12:30 | (16–25, 15–25, 18–25) |     |                   | Nézőszám: 8743 Játékvezető: Songsak Chareonpong (THA), Dean Turner (AUS) |

| Csapat            | Helyezés |
| ----------------- | -------- |
| Olaszország (ITA) |          |

### Női
| Olasz női röplabdacsapat-játékoskeret                                                                              | Olasz női röplabdacsapat-játékoskeret                                                                          |
| --- | --- |
| - Ana Paula De Tassis - Anna Vania Mello - Antonella Bragaglia - Darina Mifkova - Eleonora Lo Bianco - Elisa Togut | - Francesca Piccinini - Manuela Leggeri - Maurizia Cacciatori - Paola Paggi - Sabrina Bertini - Simona Rinieri |

#### Eredmények
Csoportkör
B csoport
|                   |      | Mérkőzések | Mérkőzések | Szettek | Szettek | Szettek | Pontok | Pontok | Pontok |
| Csapat            | Pont | Gy         | V          | Sz+     | Sz–     | SzA     | P+     | P–     | PA     |
| ----------------- | ---- | ---------- | ---------- | ------- | ------- | ------- | ------ | ------ | ------ |
| Oroszország (RUS) | 10   | 5          | 0          | 15      | 5       | 3,000   | 465    | 392    | 1,186  |
| Kuba (CUB)        | 9    | 4          | 1          | 14      | 4       | 3,500   | 419    | 332    | 1,262  |
| Dél-Korea (KOR)   | 8    | 3          | 2          | 9       | 9       | 1,000   | 393    | 413    | 0,952  |
| Németország (GER) | 7    | 2          | 3          | 8       | 10      | 0,800   | 380    | 395    | 0,962  |
| Olaszország (ITA) | 6    | 1          | 4          | 7       | 12      | 0,583   | 427    | 446    | 0,957  |
| Peru (PER)        | 5    | 0          | 5          | 2       | 15      | 0,133   | 316    | 422    | 0,749  |

| 2000. szeptember 16. 18:30 | Dél-Korea (KOR)                     | 3–2 | Olaszország (ITA) | Nézőszám: 8250 Játékvezető: Josebel Palmeirim (BRA), Jose Ramon Perez Vento (CUB) |
| 2000. szeptember 16. 18:30 | (23–25, 25–18, 25–22, 22–25, 27–25) |     |                   | Nézőszám: 8250 Játékvezető: Josebel Palmeirim (BRA), Jose Ramon Perez Vento (CUB) |

| 2000. szeptember 18. 10:00 | Olaszország (ITA)     | 3–0 | Peru (PER) | Nézőszám: 3266 Játékvezető: Songsak Chareonpong (THA), Dean Turner (AUS) |
| 2000. szeptember 18. 10:00 | (25–15, 25–20, 25–20) |     |            | Nézőszám: 3266 Játékvezető: Songsak Chareonpong (THA), Dean Turner (AUS) |

| 2000. szeptember 20. 12:00 | Oroszország (RUS)            | 3–1 | Olaszország (ITA) | Nézőszám: 3385 Játékvezető: Stoyan Kostov Stoyanov (BUL), Hóbor Béla (HUN) |
| 2000. szeptember 20. 12:00 | (29–31, 25–18, 25–21, 25–19) |     |                   | Nézőszám: 3385 Játékvezető: Stoyan Kostov Stoyanov (BUL), Hóbor Béla (HUN) |

| 2000. szeptember 22. 12:00 | Kuba (CUB)            | 3–0 | Olaszország (ITA) | Nézőszám: 4058 Játékvezető: Juan Angel Pereyra (ARG), Josebel Palmeirim (BRA) |
| 2000. szeptember 22. 12:00 | (25–18, 25–21, 25–20) |     |                   | Nézőszám: 4058 Játékvezető: Juan Angel Pereyra (ARG), Josebel Palmeirim (BRA) |

| 2000. szeptember 24. 12:30 | Olaszország (ITA)            | 1–3 | Németország (GER) | Nézőszám: 8007 Játékvezető: Fernando Nava (MEX), Josebel Palmeirim (BRA) |
| 2000. szeptember 24. 12:30 | (22–25, 25–13, 21–25, 21–25) |     |                   | Nézőszám: 8007 Játékvezető: Fernando Nava (MEX), Josebel Palmeirim (BRA) |

| Csapat            | Helyezés |
| ----------------- | -------- |
| Olaszország (ITA) | 9.       |

### Strandröplabda

#### Férfi
| Versenyző                         | 1. forduló                                               | Reményág                                          | Reményág          | Nyolcaddöntő      | Negyeddöntő       | Elődöntő          | Döntő             | Helyezés |
| Versenyző                         | 1. forduló                                               | 1. forduló                                        | 2. forduló        | Nyolcaddöntő      | Negyeddöntő       | Elődöntő          | Döntő             | Helyezés |
| Versenyző                         | Ellenfél Eredmény                                        | Ellenfél Eredmény                                 | Ellenfél Eredmény | Ellenfél Eredmény | Ellenfél Eredmény | Ellenfél Eredmény | Ellenfél Eredmény | Helyezés |
| --------------------------------- | -------------------------------------------------------- | ------------------------------------------------- | ----------------- | ----------------- | ----------------- | ----------------- | ----------------- | -------- |
| Andrea Raffaelli Maurizio Pimponi | Argentína (ARG) · Martin Conde · Eduardo Martinez · 7-15 | Ausztria (AUT) · Oliver Stamm · Nik Berger · 9-15 | kiesett           | kiesett           | kiesett           | kiesett           | kiesett           | 19.      |

#### Női
| Versenyző                         | 1. forduló                                                           | Reményág                                          | Reményág                                | Nyolcaddöntő                                                      | Negyeddöntő                                               | Elődöntő          | Döntő             | Helyezés |
| Versenyző                         | 1. forduló                                                           | 1. forduló                                        | 2. forduló                              | Nyolcaddöntő                                                      | Negyeddöntő                                               | Elődöntő          | Döntő             | Helyezés |
| Versenyző                         | Ellenfél Eredmény                                                    | Ellenfél Eredmény                                 | Ellenfél Eredmény                       | Ellenfél Eredmény                                                 | Ellenfél Eredmény                                         | Ellenfél Eredmény | Ellenfél Eredmény | Helyezés |
| --------------------------------- | -------------------------------------------------------------------- | ------------------------------------------------- | --------------------------------------- | ----------------------------------------------------------------- | --------------------------------------------------------- | ----------------- | ----------------- | -------- |
| Laura Bruschini Annamaria Solazzi | Görögország (GRE) · Vaszilikí Karandásziu · Effroszíni Szfirí · 15-2 |                                                   |                                         | Németország (GER) · Ulrike Schmidt · Gudi Staub · 15-2            | Ausztrália (AUS) · Natalie Cook · Kerri Pottharst · 11-15 | kiesett           | kiesett           | 5.       |
| Daniela Gattelli Lucilla Perrotta | Ausztrália (AUS) · Tania Gooley · Pauline Manser · 9-15              | Japán (JPN) · Isizaka Jukiko · Szeike Csie · 15-5 | Kína (CHN) · Rong Chi · Zi Xiong · 15-9 | Egyesült Államok (USA) · Misty May-Treanor · Holly McPeak · 13-15 | kiesett                                                   | kiesett           | kiesett           | 9.       |

## Softball
| Olasz softballcsapat-játékoskeret | Olasz softballcsapat-játékoskeret                                                                                                 |
| --- | --- |
| - Verusca Paternoster - Giovanna Palermi - Jie Hua - Clelia Ailara - Sabrina Comberlato - Marta Gambella - Daniela Castellani - Claudia Petracchi | - Susan Bugliarello - Loredana Auletta - Jue-Fen Sun - Francesca Francolini - Alessandra Gorla - Nicole Di Salvio - Marina Cergol |

### Eredmények
Csoportkör
| Csapat           | M | Gy | V | P+ | P– | Pk  |
| ---------------- | - | -- | - | -- | -- | --- |
| Japán            | 7 | 7  | 0 | 18 | 7  | +11 |
| Ausztrália       | 7 | 6  | 1 | 22 | 5  | +17 |
| Kína             | 7 | 5  | 2 | 26 | 4  | +22 |
| Egyesült Államok | 7 | 4  | 3 | 19 | 6  | +13 |
| Olaszország      | 7 | 2  | 5 | 3  | 27 | –24 |
| Új-Zéland        | 7 | 2  | 5 | 12 | 22 | –10 |
| Kuba             | 7 | 1  | 6 | 6  | 30 | –24 |
| Kanada           | 7 | 1  | 6 | 13 | 18 | –5  |

| 2000. szeptember 17. 13:00 |  | Olaszország (ITA) | 0–5 | Kína |  |  |
| 2000. szeptember 17. 13:00 |  |                   |     |      |  |  |

| 2000. szeptember 18. 20:00 |  | Ausztrália (AUS) | 7–0 | Olaszország |  |  |
| 2000. szeptember 18. 20:00 |  |                  |     |             |  |  |

| 2000. szeptember 19. 13:00 |  | Olaszország (ITA) | 1–0 | Kuba |  |  |
| 2000. szeptember 19. 13:00 |  |                   |     |      |  |  |

| 2000. szeptember 20. 17:30 |  | Kanada (CAN) | 7–1 | Olaszország |  |  |
| 2000. szeptember 20. 17:30 |  |              |     |             |  |  |

| 2000. szeptember 21. 10:30 |  | Új-Zéland (NZL) | 0–1 | Olaszország |  |  |
| 2000. szeptember 21. 10:30 |  |                 |     |             |  |  |

| 2000. szeptember 22. 20:00 |  | Japán (JPN) | 2–0 | Olaszország |  |  |
| 2000. szeptember 22. 20:00 |  |             |     |             |  |  |

| 2000. szeptember 23. 20:00 |  | Egyesült Államok (USA) | 6–0 | Olaszország |  |  |
| 2000. szeptember 23. 20:00 |  |                        |     |             |  |  |

| Csapat      | Helyezés |
| ----------- | -------- |
| Olaszország | 5.       |

## Sportlövészet
Férfi
| Versenyző         | Versenyszám       | Selejtező | Selejtező | Döntő   | Döntő    |
| Versenyző         | Versenyszám       | Pont      | Helyezés  | Pont    | Helyezés |
| ----------------- | ----------------- | --------- | --------- | ------- | -------- |
| Roberto Di Donna  | Szabadpisztoly    | 560       | 8.***     | 657,3   | 7.       |
| Roberto Di Donna  | Légpisztoly       | 581       | 5.***     | 680,5   | 6.       |
| Paolo Ranno       | Légpisztoly       | 575       | 20.**     | kiesett | kiesett  |
| Vigilio Fait      | Légpisztoly       | 571       | 27.*      | kiesett | kiesett  |
| Vigilio Fait      | Szabadpisztoly    | 553       | 20.**     | kiesett | kiesett  |
| Marco De Nicolo   | Légpuska          | 587       | 27.***    | kiesett | kiesett  |
| Marco De Nicolo   | Sportpuska, fekvő | 595       | 10.**     | kiesett | kiesett  |
| Giovanni Pellielo | Trap              | 116       | 3.*       | 140     |          |
| Marco Venturini   | Trap              | 115       | 5.***     | 138     | 5.*      |
| Rodolfo Viganò    | Trap              | 111       | 18.***    | kiesett | kiesett  |
| Daniele Di Spigno | Dupla trap        | 129       | 17.*      | kiesett | kiesett  |
| Marco Innocenti   | Dupla trap        | 135       | 8.*       | kiesett | kiesett  |
| Andrea Benelli    | Skeet             | 122       | 4.*       | 146     | 4.*      |
| Ennio Falco       | Skeet             | 121       | 14.****   | kiesett | kiesett  |
| Pietro Genga      | Skeet             | 116       | 39.***    | kiesett | kiesett  |

Női
| Versenyző       | Versenyszám | Selejtező | Selejtező | Döntő   | Döntő    |
| Versenyző       | Versenyszám | Pont      | Helyezés  | Pont    | Helyezés |
| --------------- | ----------- | --------- | --------- | ------- | -------- |
| Giulia Iannotti | Trap        | 52        | 17.       | kiesett | kiesett  |
| Deborah Gelisio | Dupla trap  | 107       | 2.        | 144     |          |
| Cristina Vitali | Skeet       | 68        | 11.*      | kiesett | kiesett  |

* - egy másik versenyzővel azonos eredményt ért el

** - két másik versenyzővel azonos eredményt ért el

*** - három másik versenyzővel azonos eredményt ért el

**** - négy másik versenyzővel azonos eredményt ért el

## Súlyemelés
Férfi
| Versenyző        | Versenyszám | Szakítás | Szakítás | Lökés    | Lökés    | Összesen | Helyezés |
| Versenyző        | Versenyszám | Eredmény | Helyezés | Eredmény | Helyezés | Összesen | Helyezés |
| ---------------- | ----------- | -------- | -------- | -------- | -------- | -------- | -------- |
| Giuseppe Ficco   | 69 kg       | 132,5    | 15.      | 170,0    | 11.*     | 302,5    | 13.      |
| Sergio Mannironi | 85 kg       | 150,0    | 17.      | 180,0    | 17.      | 330,0    | 17.      |
| Moreno Boer      | 105 kg      | 165,0    | 16.      | 200,0    | 12.      | 365,0    | 12.      |

Női
| Versenyző   | Versenyszám | Szakítás | Szakítás | Lökés    | Lökés    | Összesen | Helyezés |
| Versenyző   | Versenyszám | Eredmény | Helyezés | Eredmény | Helyezés | Összesen | Helyezés |
| ----------- | ----------- | -------- | -------- | -------- | -------- | -------- | -------- |
| Eva Giganti | 48 kg       | 77,5     | 5.*      | 92,5     | 7.       | 170,0    | 7.       |

* - egy másik versenyzővel azonos eredményt ért el

## Szinkronúszás
| Versenyző | Versenyszám | Selejtező           | Selejtező           | Selejtező        | Selejtező        | Selejtező  | Selejtező  | Döntő               | Döntő               | Döntő            | Döntő            | Döntő      | Döntő      |
| Versenyző | Versenyszám | Technikai gyakorlat | Technikai gyakorlat | Szabad gyakorlat | Szabad gyakorlat | Összesítés | Összesítés | Technikai gyakorlat | Technikai gyakorlat | Szabad gyakorlat | Szabad gyakorlat | Összesítés | Összesítés |
| Versenyző | Versenyszám | Pont                | Hely.               | Pont             | Hely.            | Pont       | Hely.      | Pont                | Hely.               | Pont             | Hely.            | Pont       | Helyezés   |
| --- | ----------- | ------------------- | ------------------- | ---------------- | ---------------- | ---------- | ---------- | ------------------- | ------------------- | ---------------- | ---------------- | ---------- | ---------- |
| Maurizia Cecconi Alessia Lucchini | Páros       | 94,867              | 7.                  | 95,000           | 6.               | 94,953     | 6.         | 94,867              | 7.                  | 95,667           | 6.               | 95,387     | 6.         |
| Giada Ballan Serena Bianchi Mara Brunetti Chiara Cassin Maurizia Cecconi Alice Dominici Alessia Lucchini Clara Porchetto Giovanna Burlando | Csapat      |                     |                     |                  |                  |            |            | 94,267              | 7.                  | 95,667           | 6.               | 95,177     | 6.         |

## Taekwondo
Férfi
| Versenyző      | Versenyszám | Selejtező                  | Negyeddöntő       | Elődöntő          | Vigaszág negyeddöntő        | Vigaszág elődöntő | Bronz- mérkőzés   | Döntő             | Helyezés |
| Versenyző      | Versenyszám | Ellenfél Eredmény          | Ellenfél Eredmény | Ellenfél Eredmény | Ellenfél Eredmény           | Ellenfél Eredmény | Ellenfél Eredmény | Ellenfél Eredmény | Helyezés |
| -------------- | ----------- | -------------------------- | ----------------- | ----------------- | --------------------------- | ----------------- | ----------------- | ----------------- | -------- |
| Claudio Nolano | Pehelysúly  | Steven López (USA) · 0-7   |                   |                   | Carlo Massimino (AUS) · 7-9 | kiesett           | kiesett           |                   | 7.       |
| Mario De Meo   | Váltósúly   | Mokete Mokhosi (LES) · 3-3 | kiesett           | kiesett           |                             |                   |                   |                   | 11.      |

Női
| Versenyző       | Versenyszám | Selejtező                | Negyeddöntő              | Elődöntő          | Vigaszág negyeddöntő | Vigaszág elődöntő            | Bronz- mérkőzés   | Döntő             | Helyezés |
| Versenyző       | Versenyszám | Ellenfél Eredmény        | Ellenfél Eredmény        | Ellenfél Eredmény | Ellenfél Eredmény    | Ellenfél Eredmény            | Ellenfél Eredmény | Ellenfél Eredmény | Helyezés |
| --------------- | ----------- | ------------------------ | ------------------------ | ----------------- | -------------------- | ---------------------------- | ----------------- | ----------------- | -------- |
| Cristiana Corsi | Pehelysúly  | Carmen Silva (BRA) · 5-2 | Csong Dzseun (KOR) · 1-8 |                   |                      | Virginia Lourens (NED) · 5-6 | kiesett           |                   | 5.       |

## Tenisz
Férfi
| Versenyző                         | Versenyszám | 64-es főtábla               | 32-es főtábla                                                    | Nyolcaddöntő                                                    | Negyeddöntő       | Elődöntő          | Bronz- mérkőzés   | Döntő             | Helyezés |
| Versenyző                         | Versenyszám | Ellenfél Eredmény           | Ellenfél Eredmény                                                | Ellenfél Eredmény                                               | Ellenfél Eredmény | Ellenfél Eredmény | Ellenfél Eredmény | Ellenfél Eredmény | Helyezés |
| --------------------------------- | ----------- | --------------------------- | ---------------------------------------------------------------- | --------------------------------------------------------------- | ----------------- | ----------------- | ----------------- | ----------------- | -------- |
| Gianluca Pozzi                    | Egyes       | Jiří Novák (CZE) · 6–1, 6–2 | Karim Alami (MAR) · 2–6, 6–4, 6–8                                | kiesett                                                         | kiesett           | kiesett           | kiesett           | kiesett           | 17.      |
| Massimo Bertolini Cristian Brandi | Páros       |                             | Magyarország (HUN) · Köves Gábor · Sávolt Attila · 3–6, 6–2, 6–2 | Szlovákia (SVK) · Dominik Hrbatý · Karol Kučera · 4–6, 7–6, 3–6 | kiesett           | kiesett           | kiesett           | kiesett           | 9.       |

Női
| Versenyző                      | Versenyszám | 64-es főtábla                         | 32-es főtábla                                              | Nyolcaddöntő                         | Negyeddöntő       | Elődöntő          | Bronz- mérkőzés   | Döntő             | Helyezés |
| Versenyző                      | Versenyszám | Ellenfél Eredmény                     | Ellenfél Eredmény                                          | Ellenfél Eredmény                    | Ellenfél Eredmény | Ellenfél Eredmény | Ellenfél Eredmény | Ellenfél Eredmény | Helyezés |
| ------------------------------ | ----------- | ------------------------------------- | ---------------------------------------------------------- | ------------------------------------ | ----------------- | ----------------- | ----------------- | ----------------- | -------- |
| Silvia Farina Elia             | Egyes       | Cara Black (ZIM) · 6–2, 3–6, 6–3      | Silvija Talaja (CRO) · 3–6, 6–4, 6–4                       | Dominique Van Roost (BEL) · 1–6, 5–7 | kiesett           | kiesett           | kiesett           | kiesett           | 9.       |
| Rita Grande                    | Egyes       | Sylvia Plischke (AUT) · 6–2, 6–2      | Jelena Dokić (AUS) · 7–5, 3–6, 3–6                         | kiesett                              | kiesett           | kiesett           | kiesett           | kiesett           | 17.      |
| Tathiana Garbin                | Egyes       | Julie Halard-Decugis (FRA) · 4–6, 2–6 | kiesett                                                    | kiesett                              | kiesett           | kiesett           | kiesett           | kiesett           | 33.      |
| Silvia Farina Elia Rita Grande | Páros       |                                       | Argentína (ARG) · Laura Montalvo · Paola Suárez · 0–6, 0–6 | kiesett                              | kiesett           | kiesett           | kiesett           | kiesett           | 17.      |

## Torna
Férfi
| Versenyző       | Versenyszám      | Selejtező | Selejtező | Döntő    | Döntő    |
| Versenyző       | Versenyszám      | Pontszám  | Helyezés  | Pontszám | Helyezés |
| --------------- | ---------------- | --------- | --------- | -------- | -------- |
| Alberto Busnari | Talaj            | 9,162     | 42.*      | kiesett  | kiesett  |
| Alberto Busnari | Ugrás            | 8,637     | 78.       | kiesett  | kiesett  |
| Alberto Busnari | Korlát           | 9,175     | 55.       | kiesett  | kiesett  |
| Alberto Busnari | Nyújtó           | 9,700     | 13.****   | kiesett  | kiesett  |
| Alberto Busnari | Gyűrű            | 8,362     | 72.       | kiesett  | kiesett  |
| Alberto Busnari | Lólengés         | 9,650     | 26.*      | kiesett  | kiesett  |
| Alberto Busnari | Egyéni összetett | 54,686    | 40.       | 53,811   | 35.      |
| Igor Cassina    | Talaj            | 8,387     | 67.       | kiesett  | kiesett  |
| Igor Cassina    | Ugrás            | 9,300     | 49.       | kiesett  | kiesett  |
| Igor Cassina    | Korlát           | 8,737     | 74.       | kiesett  | kiesett  |
| Igor Cassina    | Nyújtó           | 9,650     | 25.**     | kiesett  | kiesett  |
| Igor Cassina    | Gyűrű            | 8,537     | 71.       | kiesett  | kiesett  |
| Igor Cassina    | Lólengés         | 9,500     | 42.*****  | kiesett  | kiesett  |
| Igor Cassina    | Egyéni összetett | 54,111    | 45.       | 53,373   | 36.      |

Női
| Versenyző                                                                                       | Versenyszám      | Selejtező | Selejtező | Döntő    | Döntő    |
| Versenyző                                                                                       | Versenyszám      | Pontszám  | Helyezés  | Pontszám | Helyezés |
| ----------------------------------------------------------------------------------------------- | ---------------- | --------- | --------- | -------- | -------- |
| Martina Bremini                                                                                 | Talaj            | 9,137     | 49.       | kiesett  | kiesett  |
| Martina Bremini                                                                                 | Ugrás            | 9,043     | 62.       | kiesett  | kiesett  |
| Martina Bremini                                                                                 | Felemás korlát   | 9,550     | 35.**     | kiesett  | kiesett  |
| Martina Bremini                                                                                 | Gerenda          | 9,275     | 48.*      | kiesett  | kiesett  |
| Martina Bremini                                                                                 | Egyéni összetett | 37,005    | 35.       | 37,487   | 17.      |
| Monica Bergamelli                                                                               | Talaj            | 9,300     | 35.**     | kiesett  | kiesett  |
| Monica Bergamelli                                                                               | Ugrás            | 9,449     | 16.       | kiesett  | kiesett  |
| Monica Bergamelli                                                                               | Felemás korlát   | 9,387     | 51.       | kiesett  | kiesett  |
| Monica Bergamelli                                                                               | Gerenda          | 9,325     | 43.*      | kiesett  | kiesett  |
| Monica Bergamelli                                                                               | Egyéni összetett | 37,461    | 24.*      | 37,449   | 18.      |
| Adriana Crisci                                                                                  | Talaj            | 9,312     | 34.       | kiesett  | kiesett  |
| Adriana Crisci                                                                                  | Ugrás            | 8,937     | 70.       | kiesett  | kiesett  |
| Adriana Crisci                                                                                  | Felemás korlát   | 9,500     | 41.*      | kiesett  | kiesett  |
| Adriana Crisci                                                                                  | Gerenda          | 9,437     | 32.*      | kiesett  | kiesett  |
| Adriana Crisci                                                                                  | Egyéni összetett | 37,186    | 30.       | 36,886   | 25.      |
| Irene Castelli                                                                                  | Talaj            | 8,437     | 77.       | kiesett  | kiesett  |
| Irene Castelli                                                                                  | Ugrás            | 9,037     | 63.       | kiesett  | kiesett  |
| Irene Castelli                                                                                  | Felemás korlát   | 9,075     | 66.       | kiesett  | kiesett  |
| Irene Castelli                                                                                  | Gerenda          | 8,812     | 69.       | kiesett  | kiesett  |
| Irene Castelli                                                                                  | Egyéni összetett | 35,361    | 55.       | kiesett  | kiesett  |
| Alice Capitani                                                                                  | Talaj            | 9,100     | 50.       | kiesett  | kiesett  |
| Alice Capitani                                                                                  | Ugrás            | 9,324     | 30.       | kiesett  | kiesett  |
| Alice Capitani                                                                                  | Gerenda          | 9,325     | 43.*      | kiesett  | kiesett  |
| Alice Capitani                                                                                  | Egyéni összetett | 27,749    | 72.       | kiesett  | kiesett  |
| Laura Trefiletti                                                                                | Felemás korlát   | 9,137     | 64.       | kiesett  | kiesett  |
| Laura Trefiletti                                                                                | Egyéni összetett | 9,137     | 95.       | kiesett  | kiesett  |
| Monica Bergamelli Adriana Crisci Martina Bremini Irene Castelli Alice Capitani Laura Trefiletti | Csapat összetett | 148,638   | 10.       | kiesett  | kiesett  |

* - egy másik versenyzővel azonos eredményt ért el

** - két másik versenyzővel azonos eredményt ért el

**** - négy másik versenyzővel azonos eredményt ért el

***** - öt másik versenyzővel azonos eredményt ért el

### Ritmikus gimnasztika
| Versenyző        | Versenyszám | Selejtező | Selejtező | Selejtező | Selejtező | Selejtező | Selejtező | Selejtező | Selejtező | Selejtező | Selejtező | Döntő | Döntő | Döntő  | Döntő  | Döntő | Döntő | Döntő  | Döntő  | Döntő    | Döntő    |
| Versenyző        | Versenyszám | Kötél     | Kötél     | Karika    | Karika    | Labda     | Labda     | Szalag    | Szalag    | Összesen  | Összesen  | Kötél | Kötél | Karika | Karika | Labda | Labda | Szalag | Szalag | Összesen | Összesen |
| Versenyző        | Versenyszám | Pont      | Hely.     | Pont      | Hely.     | Pont      | Hely.     | Pont      | Hely.     | Pont      | Hely.     | Pont  | Hely. | Pont   | Hely.  | Pont  | Hely. | Pont   | Hely.  | Pont     | Hely.    |
| ---------------- | ----------- | --------- | --------- | --------- | --------- | --------- | --------- | --------- | --------- | --------- | --------- | ----- | ----- | ------ | ------ | ----- | ----- | ------ | ------ | -------- | -------- |
| Susanna Marchesi | Egyéni      | 9,725     | 8.*       | 9,725     | 9.*       | 9,741     | 8.        | 9,733     | 8.        | 38,924    | 7.        | 9,750 | 8.**  | 9,600  | 10.    | 9,775 | 6.*   | 9,725  | 9.*    | 38,850   | 10.      |

* - egy másik versenyzővel azonos eredményt ért el

** - két másik versenyzővel azonos eredményt ért el
| Versenyző                                                                            | Versenyszám | Selejtező  | Selejtező  | Selejtező            | Selejtező            | Selejtező | Selejtező | Döntő      | Döntő      | Döntő                | Döntő                | Döntő    | Döntő    |
| Versenyző                                                                            | Versenyszám | 5 buzogány | 5 buzogány | 3 szalag és 2 karika | 3 szalag és 2 karika | Összesen  | Összesen  | 5 buzogány | 5 buzogány | 3 szalag és 2 karika | 3 szalag és 2 karika | Összesen | Összesen |
| Versenyző                                                                            | Versenyszám | Pont       | Hely.      | Pont                 | Hely.                | Pont      | Hely.     | Pont       | Hely.      | Pont                 | Hely.                | Pont     | Hely.    |
| ------------------------------------------------------------------------------------ | ----------- | ---------- | ---------- | -------------------- | -------------------- | --------- | --------- | ---------- | ---------- | -------------------- | -------------------- | -------- | -------- |
| Elena Amato Eva D'Amore Silvia Gregorini Noemi Iezzi Roberta Lucentini Arianna Rusca | Csapat      | 19,250     | 6.*        | 18,933               | 8.                   | 38,183    | 8.        | 19,250     | 6.         | 19,233               | 6.                   | 38,483   | 6.       |

* - egy másik csapattal azonos eredményt ért el

## Triatlon
| Versenyző          | Versenyszám | 1,5 km úszás | Depózás 1 | 40 km kerékpározás | Depózás 2 | 10 km futás | Összesítés | Összesítés |
| Versenyző          | Versenyszám | Idő          | Idő       | Idő                | Idő       | Idő         | Idő        | Helyezés   |
| ------------------ | ----------- | ------------ | --------- | ------------------ | --------- | ----------- | ---------- | ---------- |
| Alessandro Bottoni | Férfi       | 18:22,49     | 26,30     | 58:24,30           | 19,91     | 33:45,13    | 1:51:18,13 | 32.        |
| Silvia Gemignani   | Női         | 19:17,47     | 29,11     | 1:07:20,90         | 25,40     | 37:48,38    | 2:05:21,26 | 20.        |
| Edith Cigana       | Női         | 20:13,88     | 28,40     | 1:06:25,80         | 26,30     | 39:32,43    | 2:07:06,81 | 27.        |

## Úszás
Férfi
| Versenyző                                                                                                | Versenyszám          | Előfutam | Előfutam | Előfutam | Elődöntő | Elődöntő | Elődöntő | Döntő   | Döntő    |
| Versenyző                                                                                                | Versenyszám          | Idő      | Hely.    | Össz.    | Idő      | Hely.    | Össz.    | Idő     | Helyezés |
| --- | -------------------- | -------- | -------- | -------- | -------- | -------- | -------- | ------- | -------- |
| Lorenzo Vismara                                                                                          | 50 m gyors           | 22,62    | 4.       | 13.      | 22,30    | 3.       | 5.       | 22,11   | 4.       |
| Lorenzo Vismara                                                                                          | 100 m gyors          | 49,74    | 4.*      | 10.*     | 49,67    | 5.*      | 11.*     | kiesett | kiesett  |
| Massimiliano Rosolino                                                                                    | 200 m gyors          | 1:47,37  | 2.       | 3.       | 1:46,60  | 2.       | 3.       | 1:46,65 |          |
| Massimiliano Rosolino                                                                                    | 200 m vegyes         | 2:00,92  | 1.       | 1.       | 2:01,14  | 1.       | 2.       | 1:58,98 |          |
| Massimiliano Rosolino                                                                                    | 400 m gyors          | 3:45,65  | 1.       | 2.       |          |          |          | 3:43,40 |          |
| Emiliano Brembilla                                                                                       | 400 m gyors          | 3:48,41  | 2.       | 4.       |          |          |          | 3:47,01 | 4.       |
| Emiliano Brembilla                                                                                       | 1500 m gyors         | 15:27,95 | 8.       | 19.      |          |          |          | kiesett | kiesett  |
| Christian Minotti                                                                                        | 1500 m gyors         | 15:12,72 | 4.       | 10.      |          |          |          | kiesett | kiesett  |
| Lorenzo Vismara Klaus Lanzarini Massimiliano Rosolino Simone Cercato Mauro Gallo                         | 4 × 100 m gyorsváltó | 3:18,86  | 2.       | 4.       |          |          |          | 3:17,85 | 5.       |
| Andrea Beccari Matteo Pelliciari Emiliano Brembilla Massimiliano Rosolino Simone Cercato Klaus Lanzarini | 4 × 200 m gyorsváltó | 7:17,69  | 2.       | 3.       |          |          |          | 7:12,91 | 4.       |
| Emanuele Merisi                                                                                          | 100 m hát            | 56,35    | 7.       | 22.*     | kiesett  | kiesett  | kiesett  | kiesett | kiesett  |
| Emanuele Merisi                                                                                          | 200 m hát            | 1:59,92  | 2.       | 7.       | 1:59,78  | 4.       | 8.       | 1:59,01 | 5.       |
| Mirko Mazzari                                                                                            | 200 m hát            | 2:02,13  | 7.       | 25.      | kiesett  | kiesett  | kiesett  | kiesett | kiesett  |
| Domenico Fioravanti                                                                                      | 100 m mell           | 1:01,32  | 1.       | 1.       | 1:00,84  | 1.       | 1.       | 1:00,46 |          |
| Domenico Fioravanti                                                                                      | 200 m mell           | 2:15,04  | 2.       | 9.       | 2:12,37  | 1.       | 1.       | 2:10,87 |          |
| Davide Rummolo                                                                                           | 200 m mell           | 2:12,75  | 1.       | 1.       | 2:13,23  | 2.       | 2.       | 2:12,73 |          |
| Massimiliano Eroli                                                                                       | 200 m pillangó       | 2:01,32  | 7.       | 30.      | kiesett  | kiesett  | kiesett  | kiesett | kiesett  |
| Massimiliano Eroli                                                                                       | 400 m vegyes         | 4:22,85  | 5.       | 19.      |          |          |          | kiesett | kiesett  |
| Alessio Boggiatto                                                                                        | 400 m vegyes         | 4:14,26  | 1.       | 1.       |          |          |          | 4:15,93 | 4.       |

Női
| Versenyző                                                 | Versenyszám          | Előfutam | Előfutam | Előfutam | Elődöntő | Elődöntő | Elődöntő | Döntő   | Döntő    |
| Versenyző                                                 | Versenyszám          | Idő      | Hely.    | Össz.    | Idő      | Hely.    | Össz.    | Idő     | Helyezés |
| --------------------------------------------------------- | -------------------- | -------- | -------- | -------- | -------- | -------- | -------- | ------- | -------- |
| Cristina Chiuso                                           | 50 m gyors           | 25,99    | 5.       | 19.      | kiesett  | kiesett  | kiesett  | kiesett | kiesett  |
| Cristina Chiuso                                           | 100 m gyors          | 57,09    | 3.       | 21.      | kiesett  | kiesett  | kiesett  | kiesett | kiesett  |
| Sara Parise                                               | 200 m gyors          | 2:01,31  | 6.       | 16.      | 2:00,07  | 6.       | 10.      | kiesett | kiesett  |
| Sara Goffi                                                | 400 m gyors          | 4:18,16  | 6.       | 28.      |          |          |          | kiesett | kiesett  |
| Cecilia Vianini Luisa Striani Sara Parise Cristina Chiuso | 4 × 100 m gyorsváltó | 3:43,97  | 4.       | 8.       |          |          |          | 3:44,49 | 8.       |
| Sara Parise Cecilia Vianini Luisa Striani Sara Goffi      | 4 × 200 m gyorsváltó | 8:06,18  | 3.       | 4.       |          |          |          | 8:04,68 | 7.       |
| Federica Biscia                                           | 200 m vegyes         | 2:16,09  | 4.       | 10.      | 2:15,71  | 5.       | 10.      | kiesett | kiesett  |
| Federica Biscia                                           | 400 m vegyes         | 4:47,56  | 5.       | 15.      |          |          |          | kiesett | kiesett  |

* - egy másik versenyzővel azonos eredményt ért el

## Vitorlázás
Férfi
| Versenyző                      | Versenyszám     | Futam | Futam | Futam | Futam | Futam | Futam  | Futam | Futam | Futam  | Futam | Futam | Pontszám | Helyezés |
| Versenyző                      | Versenyszám     | 1     | 2     | 3     | 4     | 5     | 6      | 7     | 8     | 9      | 10    | 11    | Pontszám | Helyezés |
| ------------------------------ | --------------- | ----- | ----- | ----- | ----- | ----- | ------ | ----- | ----- | ------ | ----- | ----- | -------- | -------- |
| Riccardo Giordano              | Szörfvitorlázás | 12    | 7     | 11    | (32)  | 7     | 6      | (24)  | 4     | 10     | 22    | 15    | 94,0     | 10.      |
| Luca Devoti                    | Finn dingi      | (19)  | 2     | 2     | (18)  | 4     | 2      | 3     | 15    | 11     | 1     | 6     | 46,0     |          |
| Matteo Ivaldi Francesco Ivaldi | 470-es osztály  | 12,0  | 8,0   | 16,0  | 22,0  | 21,0  | (28,0) | 9,0   | 10,0  | (26,0) | 19,0  | 22,0  | 139,0    | 19.      |

Női
| Versenyző                    | Versenyszám     | Futam | Futam | Futam | Futam  | Futam | Futam  | Futam | Futam | Futam | Futam | Futam | Pontszám | Helyezés |
| Versenyző                    | Versenyszám     | 1     | 2     | 3     | 4      | 5     | 6      | 7     | 8     | 9     | 10    | 11    | Pontszám | Helyezés |
| ---------------------------- | --------------- | ----- | ----- | ----- | ------ | ----- | ------ | ----- | ----- | ----- | ----- | ----- | -------- | -------- |
| Alessandra Sensini           | Szörfvitorlázás | 3     | 1     | 3     | 2      | 1     | (4)    | 1     | 2     | 1     | (12)  | 1     | 15,0     |          |
| Larissa Nevierov             | Europe          | 3     | 9     | 4     | (19)   | 13    | (18)   | 7     | 11    | 8     | 8     | 12    | 75,0     | 8.       |
| Federica Salvà Manuela Sossi | 470-es osztály  | 4,0   | 4,0   | 9,0   | (16,0) | 2,0   | (18,0) | 12,0  | 8,0   | 10,0  | 7,0   | 4,0   | 60,0     | 7.       |

Nyílt
| Versenyző                                 | Versenyszám        | Futam | Futam | Futam | Futam | Futam | Futam | Futam | Futam   | Futam    | Futam | Futam | Futam | Futam | Futam | Futam | Futam | Pontszám | Helyezés |
| Versenyző                                 | Versenyszám        | 1     | 2     | 3     | 4     | 5     | 6     | 7     | 8       | 9        | 10    | 11    | 12    | 13    | 14    | 15    | 16    | Pontszám | Helyezés |
| ----------------------------------------- | ------------------ | ----- | ----- | ----- | ----- | ----- | ----- | ----- | ------- | -------- | ----- | ----- | ----- | ----- | ----- | ----- | ----- | -------- | -------- |
| Diego Negri                               | Laser              | 9     | 17    | (18)  | 11    | 8     | 15    | 1     | 8       | 13       | (20)  | 9     |       |       |       |       |       | 91,0     | 8.       |
| Pietro D'Ali Ferdinando Colaninno         | Csillaghajó        | 9,0   | 2,0   | 8,0   | 6,0   | 13,0  | 12,0  | 10,0  | (17,0*) | (17,0**) | 2,0   | 17,0* |       |       |       |       |       | 79,0     | 10.      |
| Francesco Bruni Gabriele Bruni            | Könnyű 49-es dingi | 10    | 12    | 9     | 11    | 13    | 11    | (16)  | (18)    | 5        | 7     | 9     | 7     | 11    | 8     | 16    | 5     | 134,0    | 11.      |
| Lorenzo Giacomo Bodini Marco Bruno Bodini | Tornádó            | (17)  | 12    | 11    | 12    | 12    | 15    | (17)  | 6       | 11       | 10    | 9     |       |       |       |       |       | 98,0     | 14.      |

* - kizárták (korai rajt)

** - nem indult
| Versenyző                                     | Versenyszám | Futam | Futam | Futam | Futam | Futam | Futam | Futam | Futam | 1. forduló | 1. forduló | 2. forduló | 2. forduló | Negyeddöntő | Negyeddöntő | Elődöntő | Elődöntő | Döntő   | Helyezés |
| Versenyző                                     | Versenyszám | 1     | 2     | 3     | 4     | 5     | 6     | Pont  | Hely. | Gy–V       | Hely.      | Gy–V       | Hely.      | Gy–V        | Hely.       | Gy–V     | Hely.    | Gy–V    | Helyezés |
| --------------------------------------------- | ----------- | ----- | ----- | ----- | ----- | ----- | ----- | ----- | ----- | ---------- | ---------- | ---------- | ---------- | ----------- | ----------- | -------- | -------- | ------- | -------- |
| Nicola Celon Daniele De Luca Michele Paoletti | Soling      | (16)  | 6     | 14    | 5     | 14    | 10    | 49    | 14.   | kiesett    | kiesett    | kiesett    | kiesett    | kiesett     | kiesett     | kiesett  | kiesett  | kiesett | 14.      |

## Vívás
Férfi
| Versenyző                                                        | Versenyszám       | Selejtező         | 32-es főtábla                      | Nyolcaddöntő                     | Negyeddöntő                                                                         | Elődöntő                                                                                             | Bronz- mérkőzés                                                                              | Döntő                                                                              | Helyezés |
| Versenyző                                                        | Versenyszám       | Ellenfél Eredmény | Ellenfél Eredmény                  | Ellenfél Eredmény                | Ellenfél Eredmény                                                                   | Ellenfél Eredmény                                                                                    | Ellenfél Eredmény                                                                            | Ellenfél Eredmény                                                                  | Helyezés |
| ---------------------------------------------------------------- | ----------------- | ----------------- | ---------------------------------- | -------------------------------- | ----------------------------------------------------------------------------------- | --- | -------------------------------------------------------------------------------------------- | ---------------------------------------------------------------------------------- | -------- |
| Salvatore Sanzo                                                  | Tőr, egyéni       | erőnyerő          | Vang Haj-pin (CHN) · 15-10         | Carlos Rodríguez (VEN) · 15-7    | Dmitrij Sevcsenko (RUS) · 14-15                                                     | kiesett                                                                                              | kiesett                                                                                      | kiesett                                                                            | 5.       |
| Matteo Zennaro                                                   | Tőr, egyéni       | erőnyerő          | Daniele Crosta (ITA) · 15-11       | Szerhij Holubickij (UKR) · 12-15 | kiesett                                                                             | kiesett                                                                                              | kiesett                                                                                      | kiesett                                                                            | 11.      |
| Daniele Crosta                                                   | Tőr, egyéni       | erőnyerő          | Matteo Zennaro (ITA) · 11-15       | kiesett                          | kiesett                                                                             | kiesett                                                                                              | kiesett                                                                                      | kiesett                                                                            | 23.      |
| Alfredo Rota                                                     | Párbajtőr, egyéni | erőnyerő          | Michael Switak (AUT) · 15-11       | Iván Trevejo (CUB) · 12-15       | kiesett                                                                             | kiesett                                                                                              | kiesett                                                                                      | kiesett                                                                            | 10.      |
| Paolo Milanoli                                                   | Párbajtőr, egyéni | erőnyerő          | Angelo Mazzoni (ITA) · 15-13       | Vánky Péter (SWE) · 6-15         | kiesett                                                                             | kiesett                                                                                              | kiesett                                                                                      | kiesett                                                                            | 13.      |
| Angelo Mazzoni                                                   | Párbajtőr, egyéni | erőnyerő          | Paolo Milanoli (ITA) · 13-15       | kiesett                          | kiesett                                                                             | kiesett                                                                                              | kiesett                                                                                      | kiesett                                                                            | 23.      |
| Tonhi Terenzi                                                    | Kard, egyéni      | erőnyerő          | Volodimir Kaljuzsnij (UKR) · 15-10 | Köves Csaba (HUN) · 15-14        | Ferjancsik Domonkos (HUN) · 13-15                                                   | kiesett                                                                                              | kiesett                                                                                      | kiesett                                                                            | 7.       |
| Luigi Tarantino                                                  | Kard, egyéni      | erőnyerő          | Victor Gaureanu (ROU) · 10-15      | kiesett                          | kiesett                                                                             | kiesett                                                                                              | kiesett                                                                                      | kiesett                                                                            | 18.      |
| Raffaelo Caserta                                                 | Kard, egyéni      | erőnyerő          | Dzmitrij Lapkesz (BLR) · 9-15      | kiesett                          | kiesett                                                                             | kiesett                                                                                              | kiesett                                                                                      | kiesett                                                                            | 19.      |
| Salvatore Sanzo Matteo Zennaro Daniele Crosta Gabriele Magni     | Tőr, csapat       |                   |                                    |                                  | Ukrajna (UKR) · Olekszij Kruhljak · Szerhij Holubickij · Olekszij Brizhalov · 45-40 | Kína (CHN) · Tung Csao-cse · Vang Haj-pin · Je Csung · 32-45                                         | Lengyelország (POL) · Sławomir Mocek · Ryszard Sobczak · Adam Krzesiński · 45-38             |                                                                                    |          |
| Angelo Mazzoni Paolo Milanoli Alfredo Rota Maurizio Randazzo     | Párbajtőr, csapat |                   |                                    | erőnyerő                         | Ausztrália (AUS) · Gerry Adams · Nick Heffernan · Luc Cartillier · 45-34            | Dél-Korea (KOR) · I Szanggi · I Szangjop · Jang Nöszong · 44-43                                      |                                                                                              | Franciaország (FRA) · Jean-François Di Martino · Hugues Obry · Éric Srecki · 39-38 |          |
| Luigi Tarantino Raffaelo Caserta Tonhi Terenzi Gianpiero Pastore | Kard, csapat      |                   |                                    | erőnyerő                         | Németország (GER) · Dennis Bauer · Alexander Weber · Wiradech Kothny · 42-45        | Az 5–8. helyért · Ukrajna (UKR) · Vadim Hutcajt · Volodimir Lukasenko · Volodimir Kaljuzsnij · 29-45 | A 7. helyért · Lengyelország (POL) · Rafał Sznajder · Norbert Jaskot · Marcin Sobala · 39-45 |                                                                                    | 8.       |

Női
| Versenyző                                           | Versenyszám       | Selejtező         | 32-es főtábla              | Nyolcaddöntő                 | Negyeddöntő                                                                | Elődöntő                                                                          | Bronz- mérkőzés                   | Döntő | Helyezés |
| Versenyző                                           | Versenyszám       | Ellenfél Eredmény | Ellenfél Eredmény          | Ellenfél Eredmény            | Ellenfél Eredmény                                                          | Ellenfél Eredmény                                                                 | Ellenfél Eredmény                 | Ellenfél Eredmény                                                                                                 | Helyezés |
| --------------------------------------------------- | ----------------- | ----------------- | -------------------------- | ---------------------------- | -------------------------------------------------------------------------- | --------------------------------------------------------------------------------- | --------------------------------- | --- | -------- |
| Valentina Vezzali                                   | Tőr, egyéni       | erőnyerő          | Szo Midzsong (KOR) · 15-3  | Sylwia Gruchała (POL) · 15-8 | Reka Zsofia Lazăr-Szabo (ROU) · 9 -8                                       | Laura Cârlescu-Badea (ROU) · 15-8                                                 |                                   | Rita König (GER) · 15-5                                                                                           |          |
| Giovanna Trillini                                   | Tőr, egyéni       | erőnyerő          | Eloise Smith (GBR) · 15-2  | Iris Zimmermann (USA) · 15-4 | Xiao Aihua (CHN) · 9 -8                                                    | Rita König (GER) · 15-10                                                          | Laura Cârlescu-Badea (ROU) · 15-9 | |          |
| Diana Bianchedi                                     | Tőr, egyéni       | erőnyerő          | Yuan Li (CHN) · 15-7       | Ayelet Ohayon (ISR) · 15-12  | Laura Cârlescu-Badea (ROU) · 4-15                                          | kiesett                                                                           | kiesett                           | kiesett | 6.       |
| Margherita Zalaffi                                  | Párbajtőr, egyéni | erőnyerő          | Liang Qin (CHN) · 15-11    | Marija Mazina (RUS) · 15-13  | Laura Flessel-Colovic (FRA) · 11-15                                        | kiesett                                                                           | kiesett                           | kiesett | 7.       |
| Cristiana Cascioli                                  | Párbajtőr, egyéni | erőnyerő          | Sophie Lamon (SUI) · 12-15 | kiesett                      | kiesett                                                                    | kiesett                                                                           | kiesett                           | kiesett | 17.      |
| Diana Bianchedi Giovanna Trillini Valentina Vezzali | Tőr, csapat       |                   |                            | erőnyerő                     | Ukrajna (UKR) · Ljudmila Vasziljeva · Olena Kolcova · Olha Lelejko · 45-39 | Egyesült Államok (USA) · Ann Marsh · Iris Zimmermann · Felicia Zimmermann · 45-38 |                                   | Lengyelország (POL) · Sylwia Gruchała · Magdalena Mroczkiewicz · Anna Rybicka · Barbara Wolnicka-Szewczyk · 45-36 |          |

## Vízilabda

### Férfi
| Olasz férfi vízilabdacsapat-játékoskeret                                                                                                | Olasz férfi vízilabdacsapat-játékoskeret                                                                                  |
| --- | --- |
| - Alberto Angelini - Alberto Ghibellini - Alessandro Calcaterra - Amedeo Pomilio - Antonio Vittorioso - Carlo Silipo - Fabio Bencivenga | - Francesco Attolico - Francesco Postiglione - Leonardo Binchi - Leonardo Sottani - Roberto Calcaterra - Stefano Tempesti |

#### Eredmények
Csoportkör
A csoport
| Csapat              | M | Gy | D | V | G+ | G– | Gk  | P |
| ------------------- | - | -- | - | - | -- | -- | --- | - |
| Oroszország (RUS)   | 5 | 4  | 1 | 0 | 51 | 28 | +23 | 9 |
| Olaszország (ITA)   | 5 | 4  | 1 | 0 | 43 | 32 | +11 | 9 |
| Spanyolország (ESP) | 5 | 2  | 1 | 2 | 32 | 34 | –2  | 5 |
| Ausztrália (AUS)    | 5 | 1  | 2 | 2 | 38 | 36 | +2  | 4 |
| Kazahsztán (KAZ)    | 5 | 1  | 1 | 3 | 41 | 46 | –5  | 3 |
| Szlovákia (SVK)     | 5 | 0  | 0 | 5 | 30 | 59 | –29 | 0 |

| 2000. szeptember 23. 10:45 | Szlovákia (SVK)      | 8–11 | Olaszország (ITA) | Játékvezetők: Gregory Boyer (USA), Rolf Helmut Ludecke (GER) |
| 2000. szeptember 23. 10:45 | (0–3, 2–3, 3–2, 3–3) |      |                   | Játékvezetők: Gregory Boyer (USA), Rolf Helmut Ludecke (GER) |
| 2000. szeptember 23. 10:45 | Hrošík 2             |      | Calcaterra 3      | Játékvezetők: Gregory Boyer (USA), Rolf Helmut Ludecke (GER) |

| 2000. szeptember 24. 10:45 | Oroszország (RUS)    | 7–7 | Olaszország (ITA)     | Játékvezetők: Erhan Tulga (TUR), Boris Margeta (SLO) |
| 2000. szeptember 24. 10:45 | (2–1, 3–3, 2–1, 0–2) |     |                       | Játékvezetők: Erhan Tulga (TUR), Boris Margeta (SLO) |
| 2000. szeptember 24. 10:45 | Zakirov 2            |     | Bencivenga, Sottani 2 | Játékvezetők: Erhan Tulga (TUR), Boris Margeta (SLO) |

| 2000. szeptember 25. 10:45 | Olaszország (ITA)    | 6–5 | Spanyolország (ESP) | Játékvezetők: Zeljko Klaric (CRO), Paraskevas Chasekioglou (GRE) |
| 2000. szeptember 25. 10:45 | (2–1, 1–2, 2–1, 1–1) |     |                     | Játékvezetők: Zeljko Klaric (CRO), Paraskevas Chasekioglou (GRE) |
| 2000. szeptember 25. 10:45 | Calcaterra 2         |     | Hernández 2         | Játékvezetők: Zeljko Klaric (CRO), Paraskevas Chasekioglou (GRE) |

| 2000. szeptember 26. 20:30 | Ausztrália (AUS)     | 5–6 | Olaszország (ITA) | Játékvezetők: Gaetan Wilfrid Turcotte (CAN), Patrick Clemencon (FRA) |
| 2000. szeptember 26. 20:30 | (1–0, 1–2, 3–2, 0–2) |     |                   | Játékvezetők: Gaetan Wilfrid Turcotte (CAN), Patrick Clemencon (FRA) |
| 2000. szeptember 26. 20:30 | Kovalenko 2          |     | Calcaterra 2      | Játékvezetők: Gaetan Wilfrid Turcotte (CAN), Patrick Clemencon (FRA) |

| 2000. szeptember 27. 15:45 | Olaszország (ITA)     | 13–7 | Kazahsztán (KAZ)    | Játékvezetők: Gregory Boyer (USA), Császár György (HUN) |
| 2000. szeptember 27. 15:45 | (2–1, 2–1, 5–3, 4–2)  |      |                     | Játékvezetők: Gregory Boyer (USA), Császár György (HUN) |
| 2000. szeptember 27. 15:45 | Calcaterra, Sottani 3 |      | Zajcev, Zagorujko 2 | Játékvezetők: Gregory Boyer (USA), Császár György (HUN) |

Negyeddöntő
| 2000. szeptember 29. 15:45 | Olaszország (ITA)    | 5–8 | Magyarország (HUN) | Játékvezetők: Erhan Tulga (TUR), Paraskevas Chasekioglou (GRE) |
| 2000. szeptember 29. 15:45 | (0–2, 2–3, 3–2, 0–1) |     |                    | Játékvezetők: Erhan Tulga (TUR), Paraskevas Chasekioglou (GRE) |
| 2000. szeptember 29. 15:45 | Silipo 2             |     | Kásás 4            | Játékvezetők: Erhan Tulga (TUR), Paraskevas Chasekioglou (GRE) |

Az 5–8. helyért
| 2000. szeptember 30. 20:15 | Olaszország (ITA)    | 8–4 | Ausztrália (AUS) | Játékvezetők: Petrus Hendrik Bookelman (NED), Vladimir Prikhodko (KAZ) |
| 2000. szeptember 30. 20:15 | (2–2, 2–2, 2–0, 2–0) |     |                  | Játékvezetők: Petrus Hendrik Bookelman (NED), Vladimir Prikhodko (KAZ) |
| 2000. szeptember 30. 20:15 | Vittorioso 3         |     | Kovalenko 2      | Játékvezetők: Petrus Hendrik Bookelman (NED), Vladimir Prikhodko (KAZ) |

Az 5. helyért
| 2000. október 1. 12:45 | Egyesült Államok (USA) | 8–10 | Olaszország (ITA) | Játékvezetők: Dragan Rajevic (YUG), Rolf Helmut Ludecke (GER) |
| 2000. október 1. 12:45 | (2–4, 1–3, 3–1, 2–2)   |      |                   | Játékvezetők: Dragan Rajevic (YUG), Rolf Helmut Ludecke (GER) |
| 2000. október 1. 12:45 | Humbert 3              |      | Bencivenga 4      | Játékvezetők: Dragan Rajevic (YUG), Rolf Helmut Ludecke (GER) |

| Csapat            | Helyezés |
| ----------------- | -------- |
| Olaszország (ITA) | 5.       |